# 視聴率
視聴率（しちょうりつ）とは、特定のテレビ番組をその地区のテレビ受像機所有世帯または人口のうち何パーセントが視聴したかを示す指標である。視聴率はテレビ番組の人気や影響力を評価するために、放送業界や広告業界のマーケティング分野で広く活用される。
かつては「聴視率」という言い方もされていた。

## 概説
視聴率の測定は基本的に、モニター世帯に設置されるテレビに接続した専用の機器から得られるデータを基にしている。地域や調査内容によっては、日記式のアンケートによる調査を行っているものもある。
視聴率を調査する意義は、大きく分けて以下のようなものである。
- 各世代が番組をどの程度視聴しているか推算する根拠となる。その結果、番組の影響力や広告効果を評価する指標として活用でき、広告料を設定したり、民放の場合、スポンサーに対するスポンサー料の設定根拠となる。
- 視聴率は、各番組への視聴者の関心の高さを示す指標となる。
- 視聴率の推移を分析することで社会の動きやトレンドを知ることができる。

視聴率と占拠率の違い
「視聴率」とは、調査対象世帯全体に対する割合で測られる指標である。これは、その時点でテレビの電源が入っていた世帯に対する割合で測るものではない。例えば、100世帯がテレビ視聴率の計測対象である場合を想定する。このうち1世帯のみがテレビを視聴していた状態で、残りの99世帯がテレビを消していた場合、その1世帯が視聴していた番組の視聴率は1%となる。電源が入っている世帯の割合で計算する場合の指標は「番組視聴占拠率」と呼ばれる。
録画機能の登場とその影響
日本では1970年代からVHSとベータマックスの激しい競争によりビデオデッキが急速に普及し、録画して後で再生し視聴することが一般化した。2000年代にはハードディスクに録画する装置であるハードディスクレコーダー（HDDレコーダー）が登場した。ハードディスクレコーダーは、指定した時間に録画した番組や、キーワードに基づいて自動録画する機能があり、週末など時間的余裕がある時にまとめて視聴することを一般化させた。この結果、番組の放送日時と視聴日時が異なることが標準的な現象となった。
録画を視聴する際、多くの視聴者が早送りや数十秒ジャンプできる機能を用いて広告部分を飛ばす傾向にあるため、録画されるとテレビ広告の宣伝力は低くなる。このような視聴方法の広まりは、従来の「視聴」という概念を変え、「視聴率」をどのように定義すべきか、録画後の視聴を統計にどう反映させるか、といった新たな問題を引き起こしていたが、長年に渡り棚上げ状態であった。その後、日本では2014年7月になって初めて「録画視聴率」という概念が登場した。
インターネット動画配信視聴へのシフトとテレビ放送視聴率の低下
2010年代になるとインターネット経由の動画配信（GoogleのYouTubeなど）やインターネット経由の番組配信（Netflix、Amazon Prime Videoなど）が一般化した。これにより、地上波や衛星放送の「テレビ番組」の視聴率（視聴時間）も低下傾向にある。とくに若年層では、インターネットの動画やインターネット経由の番組配信により多くの時間を費やしている。
世帯視聴率と個人視聴率
視聴率には、世帯視聴率と個人視聴率がある。テレビ放送開始当時、テレビ受像機は高価であったため、一般的な家庭では通常1台のテレビのみ所有してチャンネル争いをしていた。このため、その1台のテレビがどのチャンネルを受信しているかを調べるだけで十分だと考えられ、当時の「視聴率」は「世帯視聴率」を指していた。
その後テレビは安価になり、小型軽量化も進んだ。複数人がいる世帯では、複数の部屋に複数台のテレビ受像機を所有することが一般的になり、家族が各自で個別に番組を視聴するケースが増えた。その結果、1台のテレビだけを調査する方法では実際の視聴状況を正確に把握できないのではないかとの指摘や批判が生じていたが、長らく世帯視聴率での統計が慣例化していた。
ようやく2020年4月の視聴率調査のリニューアル以降、日本の各テレビ局が使用する社内指標は個人視聴率へ移行しており、週刊誌・スポーツ紙で取り上げられることの多い世帯視聴率は重要とされなくなっている。テレビ局やスポンサーは「コア視聴率」（後述）やTVerなどの「見逃し配信再生数」を重要視するなど、番組制作を複合的に評価するようになった。
YouTubeおよびTVerへの視聴率調査の拡大
2023年7月、ビデオリサーチはTVerやYouTubeなどの動画配信プラットフォームを視聴率測定の対象に含める取り組みを行うことを発表した。2024年4月から関東地区で試行された後、2025年10月から全国32地区で正式サービスが開始される予定。

## 種類・分類

### 世帯視聴率
調査エリア内のテレビを所有する世帯のうち、テレビを付けている世帯の割合を表す。広く普及している視聴率の概念で、長らく指標として使用されてきた。2020年から視聴率の調査方法が大きく変化し、より精度の高い指標が登場したことで、2022年現在ではテレビ局とスポンサー間の取引指標としては使用されなくなってきている。

### 個人視聴率
世帯ではなく個人単位でテレビを視聴している割合を表す。個人視聴率の一種に"個人全体視聴率"があり、対象世帯に住む全体の人数のうち誰がどのくらい視聴したかの割合を表す。性別、年齢、職業などの特性で区分して集計することができる。2010年代後半以降、スポットCMの新しい取引指標として重視されるようになった。

### コア視聴率
"ファミリー層"の個人視聴率を表す用語で、テレビ局によって定義が異なるが概ね13歳～49歳の個人視聴率を指す。行動範囲が広く、商品購買意欲の高い視聴者層として、テレビCMを出稿するスポンサーが重視している。

### 平均視聴率
毎分0秒の時の視聴率（瞬間視聴率）の平均で求められており、一番組中で最も高かった瞬間視聴率をマスコミ用語で"瞬間最高視聴率"として考慮することもある。

### 瞬間視聴率
瞬間視聴率や瞬間最高視聴率という言葉はマスメディアによる造語で、ビデオリサーチではそれぞれ毎分視聴率、毎分視聴率の最高値という。

### タイムシフト視聴率
ハードディスク式録画装置に録画しておいて、後から再生して視聴することが一般化したことから、日本では2014年7月に初めて録画率を表す「録画視聴率」が公開された。2022年現在、ビデオリサーチは放送から7日間（168時間内）での録画視聴をタイムシフト視聴率として集計している。

### 総合視聴率
リアルタイム視聴とタイムシフト視聴のいずれかで視聴されたことを示す指標。ビデオリサーチでは、リアルタイムとタイムシフトの両方で視聴した場合、複数回カウントはせず1回の視聴として扱われる。

## アメリカ合衆国

### 調査
アメリカ合衆国では、1950年代以降、視聴率調査はニールセン・メディア・リサーチ社が業務を独占している。
ニールセン・メディア・リサーチ社はニューヨークに本社をおくマーケットリサーチ会社である。
調査方法は、アメリカ合衆国全国調査は1987年よりピープルメーター方式（それ以前は日記式アンケート）、地域調査は1週間分の日記式のアンケートを郵送する方式に加えて、2003年後半から2004年前半にピープルメーター方式を導入した。
アメリカの視聴率はパーセンテージと「○○○万○千人」などといった視聴者数を同時に計測・発表しており、視聴率よりも視聴者数の方が重視される傾向にある。
ニールセン調べにおける全米の視聴率歴代最高は1983年2月28日のCBS『マッシュ』最終回で記録した60.2%（視聴者数1億597万人）であり、視聴者数歴代最高は2015年2月1日のNBC『第49回スーパーボウル』で記録した1億1440万人（視聴率49.7%）である（2017年現在）。2010年以後、それまで視聴者数歴代最高だった『マッシュ』最終回の記録が、『スーパーボウル』のテレビ中継によって次々と更新されている。

### 視聴率測定における時間帯区分（プライムタイム）
ニールセンの調査では、月曜〜土曜の20時から23時および日曜の19時から23時を特に視聴率の高い「プライムタイム」としている。これは日本の調査での「プライムタイム」とは異なる。

## 日本

### 歴史
日本における視聴率は記録に残っているものでは、1954年に「NHK放送文化研究所」が年に2回、訪問面接法による調査を開始したのが最初である。「NHK放送文化研究所」による調査は、1971年に調査方式を配付回収法に変更した。数か月に1回、1週間分の個人視聴率の調査・発表を行っている。
1955年には電通が年に4回、日記式のアンケートによる調査を開始した（電通による視聴率調査は1963年1月が最終。以後の調査は「ビデオリサーチ」へ引き継がれる）。関西では電通大阪支社と毎日放送、朝日放送の3者が「放送調査委員会」を組織して実施した。当時まだ少なかったテレビ所有世帯を探して毎日訪ね、5分刻みで記入できる翌日の番組表を渡して書き込んでもらい、回収した。集計は約一カ月かかった。
視聴率をより早く知りたいというスポンサー企業の要望に対応するため、毎日放送はその後、独自に電話調査を開始した。電話帳に千枚通しを突き刺し、穴が開いたページの一般家庭を調査対象としてリストアップ。電話をかけて「テレビはありますか」「どなたが見ていますか」「見てるのは、どのチャンネルですか」の3項目を質問した。「テレビはない」と怒鳴られることもあったという。
1958年には社団法人中央調査社が同じく日記式のアンケートによる調査を年に4回開始し、1959年には年12回（毎月）に拡大した。1961年4月、ニールセンが日本に進出し測定機械による世帯視聴率調査を開始し、1962年12月からはビデオリサーチ社も調査を開始した。当時は測定器を該当する世帯のテレビに取り付け、情報を紙テープに記録するオフラインメータ方式で、調査員が記録テープを回収した後に集計を行っていたため、前週の視聴率が翌週に判明する状態であった。
1962年12月28日、ビデオリサーチによる初のテレビ視聴率の調査結果が発表される。ベスト5は以下の通りだった。
| #   | 番組名           | 放送局     | 視聴率 |
| --- | ---------------- | ---------- | ------ |
| 1位 | ベン・ケーシー   | TBS        | 49.0 % |
| 2位 | ディズニーランド | 日本テレビ | 39.0 % |
| 3位 | 若い季節         | NHK総合    | 36.6 % |
| 4位 | ジェスチャー     | NHK総合    | 35.3 % |
| 5位 | お笑い三人組     | NHK総合    | 35.0 % |

1977年9月26日、関東地区にてビデオリサーチが開発した「ミノル・メーター」を使用し、通信回路（電話回線）を経由して情報を自動回収するオンラインメータ方式による調査を開始したことにより、翌日には視聴率が判明するようになった。
長らく、このニールセンとビデオリサーチの2社が日本国内における世帯視聴率を測定していたが2000年3月、ニールセンが日本国内における視聴率調査から撤退し、それ以後は世帯視聴率はビデオリサーチの測定した結果のみが用いられることとなった。
ニールセン撤退の理由は、機械式個人視聴率調査の導入に関して民放キー局と意見が対立したからだとされる。1987年春に日本の民放テレビ業界で起こった視聴質論争をきっかけに機械式個人視聴率調査の導入問題が起こる。1994年11月にニールセンが三井造船系列の企業が開発した「Vライン」を使用した機械式個人視聴率調査を開始したが、Vラインの調査に不安を抱えていたテレビ局側が猛反発し、実際に日本テレビなどがニールセンとの契約解除に踏み切る。1997年にはビデオリサーチも機械式個人視聴率調査を導入するが、これに伴い調査費用が高騰。結果的にこれがニールセンの撤退に繋がったとされる。
2006年8月よりケーブルテレビ会社のジュピターテレコム（J:COM）が、番組供給事業者向けにセットトップボックス（STB）の双方向機能を使った「デジタル視聴率」の提供を開始した。
2011年7月4日、ビデオリサーチはフルセグ放送が視聴できるデスクトップパソコンとケーブルテレビのデジアナ変換を「パソコンテレビ」として視聴率の調査対象に加えた。同年7月24日以降、アナログ放送が終了したエリアでは調査対象がデジタル放送を視聴できる世帯のみとなっている。
2015年1月から録画タイムシフトによる視聴率提供を開始している。
関東地区に限り、2016年の年度下期から（同年10月3日調査分から）は調査世帯数の増加に合わせ、従前のリアルタイム視聴率に加え、タイムシフト視聴率も調査対象に正式に加わった。「リアルタイム視聴率」と「タイムシフト視聴率」の和集合の数値を「総合視聴率」とも呼んでいる。
2018年の「年度」から（同年4月2日調査分から）関西地区でも、同年の「年間下期」から（同年7月2日調査分から）名古屋地区でも、それぞれタイムシフト視聴率の調査を各地区のリアルタイム調査全世帯600に拡大した。
日本の視聴率はパーセンテージのみの発表で、アメリカとは異なり視聴者数は発表されなかった。2018年7月23日、ビデオリサーチは2018 FIFAワールドカップの日本代表戦4試合の生中継における日本全国での「リアルタイム総視聴者数」の推計を発表し、続いて2019年1月15日、2018〜2019年の年末年始（12月30日～1月3日）の恒例番組における日本全国での「リアルタイム総視聴者数」の推計を発表した。
突発的な事件や災害などによる報道特別番組放送に伴い、テレビ局各局において、当初予定されていた番組編成が大幅に変更となった場合はビデオリサーチは視聴率の測定を停止し、発表を行わないことがある。事例として、2024年1月1日夕方に発生した能登半島地震により、当日のゴールデンタイム・プライムタイム番組の視聴率発表が取りやめになったケースが挙げられる。
2010年代に入り、スイッチメディア（2013年12月から測定開始）やTVS REGZA（2016年春から測定開始）が視聴率測定に参入している。なお、両者共にインターネット経由で視聴率を測定しているため家庭や地域的な事情によりブロードバンド回線に接続していない（または出来ない）世帯は測定の対象外となる。また、後者（TVS REGZA）による視聴率計測の場合はTVS REGZA（旧・東芝含む）製造のテレビのみが測定の対象となるため、TVS REGZA（旧・東芝含む）以外で製造されたテレビも測定の対象外となる。

#### 新視聴率調査（2020年～）
ビデオリサーチは2020年3月30日より新視聴率計画に基づき、視聴率調査の大幅なリニューアルを行った。多様化、分散化する視聴者像を明らかにするため、機械式（PM）の個人視聴率調査・タイムシフト視聴率調査を全国で適用し、関東地区での調査対象世帯を900世帯から3倍の2,700世帯に、関西地区では600世帯から1,200世帯に拡大している。「52週PM化」と呼ばれるこれらの施策により、全国の世帯・個人視聴率を安定して公表し、視聴者をより詳細に把握・分析できることが期待されている。また、番組全体の視聴⼈数を推計した「平均視聴人数」、番組を1分以上視聴した人数を推計した「到達人数」の提供も開始された。
少子高齢化の進展により高齢層が好む番組ほど世帯視聴率が高くなる傾向になったこと、個人視聴率は東名阪でしか出していなかったことなどから、各局とも高齢層を重視する傾向があった。しかし、広告主のニーズに答えるため、各テレビ局は広告の取引指標を世帯視聴率から個人視聴率に変更し、「コアターゲット」とよばれる消費意欲の高い層を設定していった。例として、日本テレビは13～49歳を“コアターゲット”、フジテレビは13～49歳を“キー特性”、TBSテレビは13～59歳を“ファミリーコア”に設定、更に同局は4歳～49歳を”新ファミリーコア”に設定し重点ターゲットとしていくことを発表しており、これらの世代に向けた番組作りを進めた。ただし実態としては若者がテレビ離れをしているため、団塊ジュニア（2020年代の40代あたり）重視ではないかという指摘もされた。キー局以外では、テレビ朝日系列の準キー局である朝日放送テレビ（ABCテレビ・大阪府）は2019年から49歳以下をターゲットとする独自指標の“U49”を設定し、U49における視聴率が低い長寿番組の打ち切りを行うなど、新たな基準による番組編成を進めている。
一方、テレビ朝日ではアクティブシニア層が含まれる50歳以上が日本における総人口の半分以上を占めている現状やサイバーエージェントとの合弁で若年層向けの動画配信サイト「ABEMA」を運営している事情から、19時台から22時台のゴールデン・プライムタイムが引き続き全年齢層をターゲットとした編成や番組作りに取り組むと明言しており、他の在京キー局3社を始め系列局でもあるABCテレビの戦略とは一線を画している。
なお、ビデオリサーチが自社ウェブサイトで発表する個人視聴率は全世代を合計した"個人全体視聴率"であり、コア視聴率については外部公表していない。
テレビ局側の視聴率指標は個人視聴率および各局が設定する「コア視聴率」に移行し、長寿番組でも躊躇なく打ち切る姿勢に転じたものの、視聴率を報じる新聞記事やネットニュースでは未だに世帯視聴率を前提に報道されることが多い。この事については放送関係者や芸能人などから批判されている。
- お笑いタレントの松本人志は「大前提として、ネットニュースで視聴率を記事にすること自体、やらなくていい」「世帯視聴率を用いたネットニュースの番組とかタレントの下げ記事は無視してください」とテレビ番組において述べている[64]。
- 日本放送協会（NHK）放送総局長の正籬聡も2021年の大晦日に放送した『第72回NHK紅白歌合戦』の世帯平均視聴率が歴代最低視聴率だったことを定例会見で問われた際に録画や動画配信サービス「NHKプラス」など、視聴媒体の多様化をあげた上で「世帯平均視聴率だけを見て判断するのは危険だと思う」「世帯視聴率オンリーでは一面的になってしまうし、視聴者のニーズに応えられなくなってくる」と回答している[65][66][67]。
- 産経新聞も2024年1月18日から同紙に掲載している視聴率番組ランキングの集計対象をこれまでの世帯視聴率から個人視聴率に切り替えている[68]。
- 読売新聞も2024年1月21日に配信した記事において、2023年の大晦日に放送した『第74回NHK紅白歌合戦』第2部や2024年のNHK大河ドラマ『光る君へ』初回の世帯視聴率がいずれも過去最低を記録したが、NHKプラス経由での視聴数が両番組共に高いことを挙げた上で、世帯視聴率を「家族がそろってテレビを見ていた時代の名残」と表現した[68][69]。

実際にコア視聴率の高さはスポンサーの出稿金額に大きく影響しており、テレビ朝日は2023年の世帯視聴率、個人全体視聴率ともに民放首位であったものの、営業成績では日本テレビの6～7割に留まっている。

### 調査
日本では測定する有力会社が「ビデオリサーチ」1つのみになった2000年3月以降、同社の調査結果が世帯のリアルタイム視聴率とされている。「ビデオリサーチ」の場合、機械式の視聴率調査は関東、関西、名古屋、札幌、仙台、福島、新潟、静岡、岡山・香川、広島、北部九州の11地区で毎日、青森、岩手、秋田、山形、富山、金沢、長野、山陰（鳥取・島根）、山口、愛媛、高知、熊本、長崎、大分、鹿児島、沖縄の16地区で毎月の第1月曜日（4月と10月は第2月曜日）から2週間、それぞれ調査期間を設けて調査を行っていたが、2020年4月からはこれらの地域でも毎日集計が開始された。標本数は関東は2,700、関西は1,200、名古屋は600、北部九州地区、札幌地区は400、それ以外の地区は200である。なお、放送エリア内に地元民放テレビ局が3局以上あることが機械式視聴率調査の条件のため、福井、山梨、徳島、佐賀、宮崎では機械式視聴率調査は行われていなかったが、2020年4月からは全国データ算出のため、各地区50~100世帯を設定してPM調査を開始した。
CSデジタル放送・ケーブルテレビ・地上波独立局などは一括して「その他の局」という扱いとなり、個別の数字は特に公表されていないが、NHK BSのスポーツ中継、NHK BSプレミアム移行後の連続テレビ小説、大河ドラマなどはNHKがビデオリサーチに対して特別に依頼の上、測定される。地上デジタル放送については、2003年12月の開始当初は対象外としていたが、普及に合わせてデジタル対応の調査機器への更新が進められた。BSデジタル放送については、2015年4月よりBSパワー調査が機械式調査に移行したことにより、地上波とは若干条件が異なるものの視聴率が測定・公表される。ただし有料チャンネルは除かれる。
パソコンや携帯受像機による視聴は機械式調査ではカウントされていない。録画による視聴（タイムシフト視聴率）に関しては、2016年10月3日の調査分から関東地区に限り測定されており、ランキングも別途存在している。またマルチチャンネル編成を行っている時間帯は、メインチャンネルとサブチャンネル両方を合算した数字を発表している。
一般に関東、関西、名古屋地区などでゴールデン・プライムタイムで15パーセントを超えるとヒット作と言われるものが多く、逆に10パーセントを切ると「一桁」として視聴率が低迷していると言われるものが多い。どの調査対象の世帯も該当の番組を見ていなかった（つまり、0パーセント）の場合は「*」として表示される。様々な事情が絡むため一概には言えないが、関東キー局の場合平均視聴率が概ね8%（テレビ東京では6%）を下回ると打ち切りが検討される可能性が高くなる。
民間放送各社、特にキー局にとってはこの数値が1ポイント増減しただけで利益や広告の営業活動に大きく響くため、視聴率を重視している。全国の世帯から徴収する受信料で成り立つNHKは「視聴率に左右されないテレビ局」を謳っているが、NHK以外のメディアにおいて「NHKも民放と同様、あるいはそれ以上に視聴率を意識している」との見解が示されているか、またはそれを前提とした報道・評論がされている例も多い。かつてNHKの気象情報に出演していた気象予報士の半井小絵も「チャンネルを変えられないようにとの指示が出ていたんです」と証言している。
これまでの関東地区における最高視聴率は、「ビデオリサーチ」が視聴率調査を開始した1962年12月3日以降では1963年12月31日のNHK総合テレビ『第14回NHK紅白歌合戦』で記録した81.4パーセントであり（1961年-2000年に行われていた「ニールセン」による調査でも『第14回NHK紅白歌合戦』の89.8パーセントが最高）、「ビデオリサーチ」以前も含めた最高視聴率は1955年5月30日、日本テレビのボクシング中継・パスカル・ペレス対白井義男戦で記録した96.1パーセント（電通調べ）である。
「ビデオリサーチ」調査における関東地区の全日視聴率では、NHK総合が1963年から1986年までの24年間、各民放キー局を押しのけて連続して1位を獲得していた。1987年以降は民放局がその座を獲得する例が多くなった。
「ビデオリサーチ」調査では『NHK紅白歌合戦』があることなど（後述）から、年間視聴率1位はNHK総合の番組という例が多い。2001年までNHK総合の番組が年間視聴率1位の座を譲ったことがなかった（紅白についても1997年まで年間視聴率1位の座を譲ったことがなかった）。2002年以降は年によっては民放番組（主に国際スポーツ中継の日本戦）が年間視聴率1位を獲得する例もある。
| 放送局     | 番組名                                                                | 放送日                      | 放送時間       | 長さ  | 視聴率 |
| ---------- | --------------------------------------------------------------------- | --------------------------- | -------------- | ----- | ------ |
| NHK総合    | 第14回NHK紅白歌合戦                                                   | 1963年（昭和38年） 12月31日 | 21:05 - 23:45  | 160分 | 81.4 % |
| NHK Eテレ  | 第61回全国高等学校野球選手権大会 箕島×星稜（箕島対星稜延長18回）      | 1979年（昭和54年） 8月16日  | 18:00 - 20:00  | 120分 | 29.4 % |
| 日本テレビ | 日本プロレス中継「WWA世界選手権・ザ・デストロイヤー×力道山」          | 1963年（昭和38年） 5月24日  | 20:00 - 21:15  | 075分 | 64.0 % |
| テレビ朝日 | 2006 FIFAワールドカップ 日本×クロアチア                               | 2006年（平成18年） 6月18日  | 21:35 - 翌0:30 | 175分 | 52.7 % |
| TBS        | 2010 FIFAワールドカップ 日本×パラグアイ                               | 2010年（平成22年） 6月29日  | 22:40 - 翌1:10 | 150分 | 57.3 % |
| テレビ東京 | 1994 FIFAワールドカップアジア地区最終予選 日本×イラク（ドーハの悲劇） | 1993年（平成5年） 10月28日  | 22:00 - 翌0:15 | 135分 | 48.1 % |
| フジテレビ | 2002 FIFAワールドカップ 日本×ロシア                                   | 2002年（平成14年） 6月9日   | 20:00 - 22:54  | 174分 | 66.1 % |

- 在京民放キー局の局別歴代最高視聴率は日本テレビを除き全局サッカー FIFAワールドカップ予選・本選の日本戦が、またNHK総合（歌番組）以外は全局共にスポーツ中継が獲得している。

### 視聴率測定における時間帯区分

#### ゴールデンタイム・プライムタイム
冒頭で述べた通り、（1960年代から2000年まで2社体制で視聴率調査をしていた。）「ニールセン」と「ビデオリサーチ」とで、最もテレビの視聴が高い時間帯の基準が両社で異なっていたからによるものとされている。アメリカに本社を持つ「ニールセン」では、アメリカ基準で最もテレビの視聴が高い時間帯を設定し、これを19時から23時までとして「プライムタイム」と呼んだ。（ただし実際のアメリカにおける「プライムタイム」は前述のように日本のそれとは異なる。）
これに対し、「ビデオリサーチ」は日本独自の基準として最もテレビの視聴が高い時間帯を19時から22時までとして「ゴールデンタイム」と呼んだ。
なお、この2区分の調査はニールセンの「プライムタイム」は1961年4月の調査開始当初から「ビデオリサーチ」の「ゴールデンタイム」も1962年12月の調査開始当初から始めた。しかしながら「ビデオリサーチ」も1971年から「プライムタイム」の調査を開始し、現在に至っている。

#### 三冠王・四冠王
日本の放送局が視聴率を評価する際に使う表現で、下記3区分すべてで平均視聴率がトップの放送局を指して「三冠王」と呼ぶ。
- ゴールデンタイム（19時-22時）
- プライムタイム（19時-23時）
- 全日（6時-24時）

上記に加え、日本テレビではノンプライム（6時-19時、23時-24時）でも視聴率がトップであれば「四冠王」と呼んでいたが、2012年度からはノンプライムを内部参考化したため、こう呼ばれることはなくなった。テレビ朝日ではプライム2（23時-翌日1時）でも視聴率がトップであれば、「四冠王」と呼ぶ。なお、NHKおよびTBS・テレビ東京・フジテレビにおいて公式にはいずれの意味の「四冠王」の表現を用いていない。（フジはかつてノンプライムの放送区分を用いて四冠王を称していたことがあった。）
視聴率三冠王（NHKを入れたすべての在京テレビ局で）の第1号はTBSで、1978年に1度達成している。当時は『まんが日本昔ばなし』『クイズダービー』『8時だョ!全員集合』『Gメン'75』と言った土曜日の19時より22時台手前まで連続して人気番組を編成していたことや、平日においても「クイズ100人に聞きました」「ザ・ベストテン」などの高視聴率番組が存在したことが主な要因であった。なお、この年のTBSの全日視聴率はNHKと同率であった（10.1％）。とはいえ、この頃のNHKの連続テレビ小説や大河ドラマの視聴率が2018年現在の2倍以上であったことなどを考慮すると、民放局での三冠達成は、業界内では画期的な出来事であった。
1980年代後半、フジテレビが「三冠王」を使い始めた。フジテレビは1982年から1993年までの12年間、連続して三冠王となったがこれは在京民放局5局の中での三冠王である（NHKを含めた中での三冠王となったのは1987年と1990年から1993年の合わせて5年間で、それ以外の年はNHKがフジテレビの全日視聴率を上回っていた。）。なお、1993年のフジテレビの全日視聴率は、日本テレビと同率であった。一方で、年度視聴率においてもフジテレビは1982年から1992年までの11年間は連続して三冠王となったが、やはりこちらも在京民放局5局の中での三冠王であった。（1990年になってやっとNHKの全日視聴率を含めて完全三冠王となったが長くは続かず、NHKを含めた在京6局の中での三冠王は結局1992年度までの3年だけであった。）
その後日本テレビが「四冠王」の表現を使い始め、バラエティー番組やプロ野球巨人戦の中継が好調に推移したことで同社が（NHKを含めた在京6局の中での）年間視聴率四冠王の座を1994年から2003年までの10年間、連続して獲得した（1994年の日本テレビは全日は単独で首位だったが、ゴールデンタイム、ならびにプライムタイムのそれぞれの年間視聴率でフジテレビと同率であった）。一方で、年度視聴率においては日本テレビは1994年から2002年までの9年間、連続して三冠王だったが、1993年度は全日のみ首位（ゴールデン、プライムはフジの二冠）、2003年度はプライム以外の三冠だった（プライム首位はフジ）。
2004年以降はフジテレビが年間、および年度視聴率の三冠王を2010年まで7年連続で獲得（NHKを含めた在京6局中）。2011年は日本テレビが8年ぶりに年間視聴率三冠王を奪還した（こちらもNHKを含めた在京6局中。ただし、全日はフジテレビと同率であった）。
2012年はテレビ朝日が年間世帯視聴率で開局以来初のプライム首位を獲得し、日本テレビの2年連続三冠王達成とはならなかった（日本テレビは全日、ゴールデンの二冠。）。さらに2012年の年度視聴率、ならびに2013年の年間視聴率ではテレビ朝日がゴールデン、プライムの二冠を達成した。（全日は共に日本テレビが首位。）
個人視聴率においては2011年から日本テレビが三冠王を11年連続で獲得している。

## 視聴率争い
視聴率がテレビ局並びに放送番組の評価の指針となる場合があるため、国や時代、時間帯を問わず裏番組間での視聴率争いは行われている。
ここではその代表的なものを挙げる。

### 日本

#### 土曜夜戦争
日本最大の視聴率戦争
この視聴率戦争は、日本のテレビ番組史上最大の視聴率争いとして語り継がれている。
TBSの『8時だョ!全員集合』（1969年-1985年）が「お化け番組」と呼ばれる程の凄まじい人気を誇ったことで発生した。
他局への影響は大きく、当初『コント55号の世界は笑う』で優位だったライバルのフジテレビは、対抗する番組『コント55号のやるぞみてくれ!』を企画するも僅か2ヶ月で打ち切られ、その後は時代劇を中心としたドラマ路線に変更するも悉く放送終了し、土曜20時枠は「鬼門」とまで言われた。
1974年3月に荒井注がザ・ドリフターズから抜けてしばらくは、翌1975年4月から放送が開始された『欽ちゃんのドンとやってみよう!』の成功もあり、視聴率が上昇して『全員集合』を脅かしたが、1976年、その2年前の4月に荒井に代わってメンバーに加入した志村けんの「東村山音頭」のヒットで再び引き離し、以後も『オレたちひょうきん族』（1981年 - 1989年）が登場するまで、対抗出来る番組はほぼ皆無となり、フジテレビとしては女子プロ野球チーム「ニューヤンキース」の試合をメインとした『土曜グランドスペシャル』（1978年）が目立つ程度だった。中には『ピーマン白書』のように大々的な番宣キャンペーンを行ったにも関わらず、放送回数僅か6回で打ち切りになった番組も存在した。
日本テレビは1972年10月より『全日本プロレス中継』を約6年半の長きに渡って放送するも、視聴率が振るわず、1979年4月に放送枠を移動。以後19:30枠と統合し、90分単発特別番組枠『土曜スペシャル』を放送、その後『笑点』の司会として当時人気だった三波伸介を出演させて90分バラエティ『爆笑ヒット大進撃!!』→『ダントツ笑撃隊!!』を放送して対抗するが短命で終了、1982年1月より『土曜トップスペシャル』として単発枠を復活させた。
テレビ朝日は時代劇や現代劇といった1時間ドラマを放送したが対抗できず、1972年（昭和47年）7月から、直前枠である19:30枠の『仮面ライダー』（毎日放送制作）の視聴者である子供をターゲットに、「変身大会」と称した前後半の30分番組として分離し、前半30分は特撮番組『人造人間キカイダー』→『キカイダー01』、後半30分はアニメ『デビルマン』→『ミクロイドS』→『キューティーハニー』を放送した。それらの番組はスタート当初は16%前後と『全員集合』という強力な番組の裏番組としては大健闘したものの、次第に児童層も『全員集合』を選ぶ傾向が強くなったため、視聴率は回復しなかった。このため1時間枠に戻したものの、それでも1978年1月から放送を開始した松平健の主演時代劇『暴れん坊将軍シリーズ』までヒット作に恵まれなかった。特に1976年5月に『刑事バレッタ』（第1シリーズ）終了後、同年10月開始の時代劇『五街道まっしぐら!』までの間は、定時番組は置かずに単発枠（つなぎ番組）を編成し、『戦え!ぼくらのヒーロー大集合』や劇場版『サイボーグ009』などの子供向け番組を特番扱いで放送する状態だった。
NHK総合テレビでは、1970年に『ステージ101』、1972年に『お笑いオンステージ』といった、後年日曜日に放送時間を変更する番組を放送したが、いずれも視聴率面で『全員集合』には追い付けず、ようやく1974年に海外ドラマ『刑事コロンボ』を導入して大ヒットさせる。これが現在まで続く『土曜ドラマ』に受け継がれることになる。
東京12チャンネル→テレビ東京では1970年代中盤から3ヶ月程度の番組が連発し、1978年より90分単発特別番組枠『土曜特番』を開始、以後何度か中断を置きながら単発枠を継続した。だがその単発枠中断時に放送した番組は各局同様苦戦が続き、特に1980年（昭和55年）10月に、国際プロレス主催プロレス中継『国際プロレスアワー』を月曜20時から移動するも、先述の『ピーマン白書』と最下位を争う状態で遂に翌1981年3月にはレギュラー放送を打ち切り、同年8月の団体崩壊につながった。
当時のドリフの人気を示すエピソードとして、タレントの王理恵も、「自分はドリフ（全員集合）を見たかったが家では父（王貞治）が出ている野球中継を見ていた。月曜日、自分は学校でドリフの話についていけなかった」と当時を回顧していた。
1981年10月改編で、フジテレビはお笑いブームに乗り、『オレたちひょうきん族』（以下『ひょうきん族』）の放送を開始。開始直後の視聴率は伸び悩んだが、ドリフの不祥事（仲本工事、志村けんの「競馬ノミ行為事件」）や「囚人コントのギロチン事件」が大きく響いた事もあり、以降『ひょうきん族』は徐々に視聴率を獲得、1984年の年間視聴率でついに『全員集合』を逆転、翌1985年（昭和60年）10月改編で『全員集合』を終了させた。ところが翌1986年1月、『全員集合』の後継番組である『加トちゃんケンちゃんごきげんテレビ』（以下『加トケン』）が放送されると、徐々に『加トケン』が視聴率を獲得、同年12月に起きたフライデー襲撃事件により『ひょうきん族』の看板タレントだったビートたけしが芸能活動謹慎の為、番組レギュラーから抜けたこともあり、1987年に『ひょうきん族』を逆転。それから約2年後の1989年10月改編で『ひょうきん族』の放送は終了した。
1990年代に入ると、『加トケン』への対抗として1990年10月より『マジカル頭脳パワー!!』（日本テレビ。 以下『マジカル』）が、『ウッチャンナンチャンのやるならやらねば!』（フジテレビ。以下『やるやら』）がそれぞれ放送開始。テレビ朝日の『暴れん坊将軍』と合わせて人気4番組による争いとなる。争いは2年ほど続いたが、まず『加トケン』が1992年4月、『KATO&KENテレビバスターズ』としてリニューアルするも、これが裏目に出て視聴率が急速に低迷し同年9月に終了。一方の『やるやら』も1993年6月、収録時の事故により放送が急遽打ち切られると、『めちゃ×2イケてるッ!』（以下『めちゃイケ』）の放送まで再びフジテレビの土曜20時枠は「鬼門」となった。一方、『マジカル』は『あるなしクイズ』が放送局や番組をまたいで大ブームとなったこともあり、終了したKATO&KENやウンナンの視聴者を獲得する形となり高視聴率を獲得したものの、4月から9月までの間はプロ野球中継（主に巨人戦）により放送を休止することが度々あったため、それを極力避ける目的で、番組枠を木曜日の同時間帯に移動した。
TBSでは長年続いたザ・ドリフターズ出演のバラエティー番組シリーズ終了後、『音楽派トゥギャザー』以来2年9ヶ月ぶりとなるゴールデンおよびプライムタイムでの音楽バラエティー番組の『突然バラエティー速報!!COUNT DOWN100』や、紀行番組の『自然がいちばん!地球塾』を放送するも、いずれの番組も放送開始から半年で放送時間変更や終了に追い込まれ、1993年10月より『どうぶつ奇想天外!』をスタート。当初は『マジカル』に苦戦したが『マジカル』の木曜日への移動により安定した視聴率を獲得し、「親が子どもに見せたい番組」の上位にランクインされる人気番組になった。フジテレビも1996年10月に『めちゃイケ』をスタートさせると視聴率を獲得、1978年の放送以来、常に安定した人気を保っていた『暴れん坊将軍』を移動させると、『サタデードラマ』（2000年3月まで）という現代劇枠に転換させ、それ以降が現在に至るまでバラエティ番組が編成されている。
2000年4月に『どうぶつ奇想天外!』が日曜20時に移動すると、しばらくは『めちゃイケ』の独走状態が続いたが、2004年に放送開始した日本テレビの『世界一受けたい授業』の台頭により、同番組に陰りが見え始めてくる。2006年度には『世界一受けたい授業』が『めちゃイケ』を上回ることも珍しくなくなった。しかし、『めちゃイケ』の直前番組である『脳内エステIQサプリ』(以下『IQサプリ』)の視聴率が一時17%前後にまで及んだことで、一時的に視聴率は回復したものの2007年4月、『IQサプリ』の裏番組に『天才!志村どうぶつ園』が移動。これにより『IQサプリ』の視聴率は11%前後にまで低下し、その効果が『めちゃイケ』にも及び再び『世界一受けたい授業』に負けだすようになった。追い打ちをかけるように、2008年4月にはTBSがドラマ枠を設置し、その第1弾として森田まさのり原作の野球漫画を実写化した『ROOKIES』が放送され、人気を博す。2009年5月にはジャニーズ事務所所属の人気グループSMAPのメンバーの一人でもある木村拓哉主演の『MR.BRAIN』が放送されたことにより、『めちゃイケ』は視聴率が低迷していた。ただし、TBSのドラマ枠は『ハンマーセッション』を最後に2010年9月をもって廃止されている。
その後、『めちゃイケ』は特別企画を中心に視聴率を稼いでいたが、2010年以降はテレビ東京の『土曜スペシャル』が「ローカル路線バス乗り継ぎの旅」を中心に人気を集め、中には『めちゃイケ』を凌ぐ視聴率を記録する回もあり、『めちゃイケ』の独走状態ではなくなった。2015年からはNHKの『ブラタモリ』の第4シリーズが本枠で開始、2017年からは『出川哲朗の充電させてもらえませんか?』（テレビ東京）のレギュラー放送が始まり、『めちゃイケ』の視聴率は一桁台へ低迷、最終的に『めちゃイケ』は2018年（平成30年）4月改編で終了した。
土曜19時枠でも、1970年代から1980年代までは『まんが日本昔ばなし』（毎日放送制作。第2期）と『クイズダービー』を擁したTBSの独走状態となって、他局は苦戦を強いられた。日本テレビは1985年10月に『全日本プロレス中継』を土曜夕方枠から19時枠に移動して、6年半ぶりにゴールデンタイムの生中継を復活するも、僅か2年半で日曜22時半の録画中継枠への枠移動に追い込まれた。
フジテレビは1975年4月より19時枠前半で放送されていた長寿番組の『ズバリ!当てましょう』(第2期)が1982年3月で打ち切られ、翌1983年4月には、かつて18時枠後半の看板番組であったアニメ『タイムボカンシリーズ』の『イタダキマン』を19時枠後半に移動させるも、視聴率を奪えず僅か20話で終了し、シリーズ自体も終了に追い込まれる事態となった。その後、単発のクイズ番組を経て1985年から再びアニメ枠となり『ハイスクール!奇面組』『ついでにとんちんかん』(集英社枠)『名門!第三野球部』(講談社枠)を放送、1989年4月より『らんま1/2』(小学館枠)を放送するが、裏番組に同じ小学館の『おぼっちゃまくん』が放送されていたことから小学館からクレームが入り放送打ち切り、らんま1/2は番組名を『らんま1/2熱闘編』と改め、放送時間を変更。後番組としてスタートした『ドラゴンクエスト』（集英社枠、ただし漫画連載はなし）を最後に翌年、19時半アニメ枠は廃枠に追い込まれた。
テレビ朝日は1989年1月より、19時枠後半にコロコロコミックで連載され、絶大的な人気を誇っていた小林よしのり原作のギャグ漫画である『おぼっちゃまくん』をアニメ化して放送。開始されるや子供を中心に人気を集め、視聴率で肉薄。1990年秋頃から司会者が大橋巨泉から徳光和夫に変わった『クイズダービー』を視聴率で抜くことも増えた。もっとも『おぼっちゃまくん』は約3年9ヶ月の長きに渡って放送が続いたものの、過激かつ下品なギャグが多かった事から、視聴率は取れても肝心なスポンサーが離れて定着しなかった。
その後、1991年10月にフジが19時枠に『平成教育委員会』を、翌1992年3月にテレビ朝日が19時台前半枠に『美少女戦士セーラームーンシリーズ』を、さらにその翌1993年10月、同じく後半枠に『SLAM DUNK』をそれぞれ投入してようやくTBSの勢いを止めることに成功したが、そこまで10年以上の時間を要した。『平成教育委員会』も1992年9月には『おぼっちゃまくん』も放送終了へ追い込み、1997年9月までレギュラー放送を続けた。なお、『おぼっちゃまくん』終了の原因は前述の理由もある。
同じフジテレビ系列である関西テレビでは、『クイズダービー』（関西では毎日放送が放映）の裏番組が『部長刑事』だったこともあり、さらに厳しい戦いとなった。（後述の「#関西土曜戦争」を参照。）
特にこの視聴率戦争は日本テレビが放映権を独占していた巨人主催戦中継「DRAMATIC BASEBALL」にまでおよび、21時台までの日テレ系バラエティ番組がフジテレビ系列とのクロスネット局であるテレビ大分が同時ネットを開始する程のお化け番組であったことで、2002年からNHKプロ野球での放送が原則化している。

##### 関西土曜戦争
1958年9月から大阪テレビ放送→朝日放送（現：朝日放送テレビ）が製作し、土曜の夜に関西地区で絶大な人気を誇ったローカル刑事ドラマ『部長刑事』を巡る争いである。
『部長刑事』は大阪府警察本部が「応援」という形で番組に協力していたこともあり、関西地区における土曜夜の顔的な番組であった。そのため毎日放送・関西テレビ・読売テレビといった在阪他局は対抗する手段がなく、裏番組は軒並み打ち切りになっていた。
1970年、毎日放送の斎藤守慶（営業局長）が、打倒『部長刑事』を旗印に東映に「新しい仮面のヒーロー番組を製作したい」という企画を依頼した。そこで出来た作品が、『仮面ライダー』である（番組のスタートは翌1971年4月）。斉藤の目論見は成功し、『仮面ライダー』は、関東地区では第1話の視聴率は8パーセント台と低迷したものの、関西地区では20パーセント超えの視聴率をマークした。やがて、放送開始から3ヶ月後には、撮影中の事故により負傷した仮面ライダー1号こと本郷猛を演じた主演の藤岡弘に代わって、仮面ライダー2号こと一文字隼人、FBI捜査官・滝和也、ライダーガールズの新たなレギュラー入りや、変身ポーズの導入、藤岡復帰後の1号、2号のダブルライダーの共演など、それまでの暗く重苦しい作風から、明るく華やかな作風への路線変更が功を奏し、人気番組へと成長。第二次怪獣ブーム（変身ブーム）の到来とともに、子供を中心とした社会現象にまでなった。『仮面ライダー』が特撮児童向けドラマとして製作されたこともあり、『部長刑事』の視聴者層とほぼ被らなかったため、それ自体が1973年2月まで続くロングラン放送（全98話）となり、以降も『仮面ライダーV3』、『仮面ライダーX』、『仮面ライダーアマゾン』とシリーズ化され、『部長刑事』と視聴率を争う事となる。なお、昭和第一次仮面ライダーシリーズ最終作である『仮面ライダーストロンガー』は、後述の毎日放送と朝日放送との間のネットチェンジにより、1975年4月の放送開始から放送時間が土曜の19時に変更された。これにより、約4年続いた『仮面ライダーシリーズ』と『部長刑事』との視聴率争いは終結した。
1975年4月、毎日放送と朝日放送との間でのネットチェンジがあったが、ネットチェンジ後も毎日放送は『部長刑事』への対抗として、関西地区では朝日放送時代には火曜夜に遅れネットで放送されていた『お笑い頭の体操』を同時ネットに移行し、以後も『クイズダービー』や『クイズテレビずき!』、『チャレンジ大魔王』などを放送。しかし『部長刑事』もこれに対抗して、所々でテコ入れを行い、毎回10パーセント前後の安定した視聴率を挙げていたが、『新・部長刑事 アーバンポリス24』からは、マンネリ化もあり、視聴率で苦戦し始めた。
『部長刑事』は「外伝」を始めた2001年、ついに放送時間を土曜18時30分に移動した。
「部長刑事シリーズ」は、2002年3月まで放送開始から43年7か月の間、関西地区を中心に放送されたが、関東地区・名古屋地区をはじめとした他のネット局では別時間帯で放送された。異なる系列局で放送されたり、放送されなかった回が存在した他、不祥事の間接的な原因になるなどした。また穴埋めとして短期間放送した局もあった。これは、番組販売の形式で他の放送局にネットされていたことによるものであった。ただし、基本的に一話完結形式のため、大きな混乱とはならなかった。

#### 平日朝子供向け番組戦争
日本最初の視聴率戦争
この視聴率争いは日本のテレビ番組史上初めての裏番組間に於ける本格的な視聴率争いとなり、前述の「土曜夜戦争」が開始されるまでの間は、この視聴率争いが日本のテレビ史上最大規模の視聴率競争であったが、「土曜夜戦争」開始後も約10年間継続した。ただし、そのほとんどの期間が一部時間帯のみでの視聴率争いであり、また後述するが途中2度の休戦期間が存在する。
1965年11月8日より、日本テレビで朝の子供向け番組『おはよう!こどもショー』（以下『こどもショー』）が月曜日 - 土曜日の間で放送を開始し、開始からわずか1か月で10%の視聴率を記録した人気番組（当時は生放送であった）となったが、続いて翌1966年10月にはフジテレビで『ママとあそぼう!ピンポンパン』（以下『ピンポンパン』）が放送を開始した（『こどもショー』と異なり、当時は平日のみ放送）。『ピンポンパン』放送開始当時は両番組の間で放送時間が重複していなかったが、2年後の1968年4月に『ピンポンパン』が番組枠を5分拡大して45分番組になると同時に放送時間を8:00 - 8:45となり、一部時間帯で『こどもショー』と重複したことで視聴率争いが始まった。しかし、『ピンポンパン』の番組開始当時は後発だったこともあり、視聴率が3%程度に留まり、当時は人気番組だった『こどもショー』の牙城を打ち崩せない状態が、しばらくの間続いていた。
『こどもショー』は翌1969年4月に放送時間を15分拡大して全曜日で7:15 - 8:30の1時間15分の番組となり、『ピンポンパン』と重複する時間が15分から30分に拡大するも、この頃より番組が徐々に認知され始めた『ピンポンパン』に視聴者が移行したことと、生放送からVTR放送に移行したことで新鮮さが失われた部分が出たことで、『こどもショー』は重複時間帯に入った時間以降の視聴率に陰りが見え始めた。対する『ピンポンパン』は同じ1969年4月に平日と同じ8:00 - 8:45の放送時間帯で土曜日版も放送するようになり、重複時間帯のみとはいえ、視聴率争いは徐々に激化するようになった。
しかしながら、同年10月に『こどもショー』が番組編成の都合上で7:15 - 8:00に放送時間を縮小したことで一旦は『ピンポンパン』との放送時間帯の重複が解消され、視聴率争いは一旦休戦状態となった。
この間『ピンポンパン』は1970年4月に全曜日で放送時間を8:10 - 8:55に移動するも、1971年10月に再度全曜日で放送時間を元に戻し、お姉さん役も渡辺直子から石毛恭子に変更したが、放送時間を元に戻したと同時に体操コーナーの「ピンポンパン体操」が開始され、これが空前の大ヒットとなり、視聴率が一気に8%を超える日も出るなど、番組を代表するコーナーとなった。対する『こどもショー』は、1970年10月に満を持して日曜版を7:15 - 7:55の40分番組として放送するようになり、1971年4月にはその日曜版を5分拡大して7:15 - 8:00の45分番組となったが、視聴率の伸び悩みを解消するまでには行かなかった（一方の『ピンポンパン』は日曜版の放送は行わなかった）。しかし同年6月より日曜版を子供視聴者参加型歌合戦「コンちゃんのトンカチうたじまん」（司会 - 大村崑、石川牧子(当時局アナ)、審査委員長 - 山下毅雄）に変更し、1975年3月まで続く人気企画となった。
ところが1972年1月、『こどもショー』が7:25 - 8:15に放送時間帯を移動したことで再び『ピンポンパン』と一部時間帯(8:00 - 8:15)で重複することとなり、重複時間帯における両番組間での視聴率争いが再開する。そこで日本テレビでは、「ピンポンパン体操」の大ヒットで危機感を持ったこともあり、『ピンポンパン』への視聴者流出対策として、『こどもショー』の大幅なテコ入れを実施することとなり、同年4月24日の放送より司会者を楠トシエ・石川進（1日交代）から鶴間エリに（同時に司会役の女性を『ピンポンパン』同様「お姉さん」と命名する）、マスコットをロバくん（声 - 愛川欽也→富山敬）からオットくん（声 - 雷門ケン坊）にそれぞれ変更し、番組内容も一部コーナーを廃止してその空いた枠に体操コーナーの「へんしんたいそう」や特撮コーナードラマ(通称・『怪獣コーナー』)を導入した。このコーナーは『レッドマン』を皮切りに、以後も『行け!ゴッドマン』、『行け!グリーンマン』、『行け!牛若小太郎』とシリーズ化され、1975年4月まで続いた。これらのコーナーがかなりの好評となり、テコ入れに成功した『こどもショー』は、同年3月の視聴率は3%台（同時期の『ピンポンパン』の視聴率は7〜8%）だったのに対して、7%台に急速に回復するなどの効果が表れた。一方の『ピンポンパン』は引き続き「ピンポンパン体操」など、一部のコーナーは引き続き大好評だったものの、重複時間帯で視聴率を落とすこととなった。
その2年後の1974年4月、『こどもショー』は放送時間を7:00 - 7:45に移動して5分短縮、『ピンポンパン』も8:00 - 8:40にして『こどもショー』と同じく5分短縮したため、重複する時間が解消。重複時間帯での視聴率争いは再び休戦となった。しかしこの時期の『こどもショー』は頻繁に出演者を変更、1973年11月にはお姉さん役を海老名美どり、マスコットをニャンダ（声 - 海野かつを）にしたものの、その海老名が体操のお兄さん役の峰竜太と結婚したことで降板となり、1975年からはお姉さん役を関谷ますみに変更した（ニャンダは継続）。
1975年10月、フジテレビは同じく子供向け番組である『ひらけ!ポンキッキ』（以下『ポンキッキ』）の放送時間帯が昼から朝に移動し、『ピンポンパン』の次の番組として8:15 - 8:45の枠で放送するようになり、その影響を受けて『ピンポンパン』は、平日に限り、7:45 - 8:15に放送時間を移動した（土曜日版も8:00 - 8:30に放送時間を縮小）が、開始から3年を経過していても「ピンポンパン体操」が依然として人気であり、また同年4月より子役男性グループのビッグ・マンモスをレギュラー陣に加え、お姉さん役も酒井ゆきえを起用するなど、著しい勢いで人気上昇していた『ピンポンパン』の視聴者が、『ポンキッキ』も引き続き視聴すると言う効果を生んだ。その『ポンキッキ』では、ガチャピンとムックの斬新なキャラクターや、番組内から生まれた楽曲「およげ!たいやきくん」がシングルレコード売上450万枚を超える空前の大ヒットとなり、話題となった。なお、『ポンキッキ』は土曜日の放送は行わなかった。対して、『こどもショー』の放送時間は、この時点では従来通り7:00 - 7:45のままであったので、2番組と重複する時間帯は引き続きなかったままであったが、その『こどもショー』は同時期に内容を大幅に変更した。平日は2部に分け、2部は今までの「こどもショー」としたが、1部は「トンカチうたじまん」の後継である「こどものどじまん」の曜日別戦、そして土曜は「こどものどじまん」のチャンピオン大会、日曜は観客である子供から参加者を募って歌わせる「こどものどじまん とびいりのどじまん大会」に変更、これに伴い「のどじまん」の司会は大村崑・石川アナから横山やすし・西川きよし（後に青空球児・好児）、審査委員長は谷啓（後にハナ肇）にそれぞれ変更した。また1年後の1976年9月には日曜版を変更、番組で結成した少年野球チーム「おはよう!こどもショー モーニングス」が全国各地の少年野球チームとの試合を中継する「スポーツ・スペシャル 小学生野球大会」（実況 - 志生野温夫、解説 - 須藤豊）となった。また、『ピンポンパン』のビッグ・マンモスに対抗して、『こどもショー』では男性アイドルグループのJOHNNYS' ジュニア・スペシャルを起用するようになって巻き返しを図った。
その後、1977年4月に『ピンポンパン』が7:30 - 8:00に放送時間を10分縮小するも15分繰り上げ、『ポンキッキ』も8:00 - 8:30に連動する形で移動したが、同時に『こどもショー』も平日・土曜日版を7:45 - 8:25に移動した（日曜日版は7:00 - 7:45で不変）ことで、日本テレビの『こどもショー』の放送時間帯が、フジテレビの2番組のそれと全時間帯で重複することとなり、ここに『ピンポンパン』&『ポンキッキ』VS『こどもショー』の視聴率争いがまたも始まることとなり、しかもその視聴率争いはこれまでよりも大きいものとなった。
『ポンキッキ』の時間移動効果もあり、フジテレビの2番組に視聴者が移行したことで急速に視聴率が激減した『こどもショー』側では、フジテレビに対抗する形で、1975年より1977年にかけてコーナーのリニューアル短期間のうちに幾度か実施し、古くなったコーナーを廃止したりする反面、新たに番組のオリジナルソングを制定した上で、その楽曲を歌うコーナーなどを新設したり、ピンク・レディーの小学生版との触れ込みで、当時双子の女子小学生歌手であり、後にチャイドルと言われるようになる低年齢アイドルの先駆けとなったリトル・ピンクを同年6月27日放送分よりレギュラーで起用するなどのテコ入れを図ったものの、ガチャピンとムックの人気キャラクターや人気楽曲を徐々に輩出するようになる『ポンキッキ』と、人気を引き続き維持していた『ピンポンパン』の前には、もはやチャイドルの起用だけでは視聴率向上の方策としては旨味に欠ける状況となり、『こどもショー』は次第に歯が立たなくなるようになった。またこの時期になると、『こどもショー』の出演者も、ディスクジョッキーで人気が出たつボイノリオや、男性アイドル歌手の太川陽介が出るようになり、お姉さん役も同年10月より関谷に代わってデビュー間もない女性アイドル歌手の大場久美子へと交代し、「けでんと17号」のコーナーの主役として出演するようになったが、人気アイドル歌手へのお姉さん役の交代も功を奏さず、また短期間で何度もテコ入れを繰り返して迷走状態になったこともあり、視聴率の低下に拍車が掛かった。
『こどもショー』に追い打ちをかけるように、『ピンポンパン』は「にっこり町」を舞台にしたコメディのコーナーをメインに据えるようになり、『ポンキッキ』も徐々にではあるが、歌以外のミニコーナーも充実させるようになった。この当時の『ポンキッキ』は『ピンポンパン』より視聴者が少なかったとはいえ、5%台の視聴率で推移した。それどころか『こどもショー』は、1978年4月より放送時間をフジテレビの2番組と全く同じ7:30 - 8:30となり、完全に競合してしまう。一方の『ピンポンパン』は同じく1978年4月より土曜日版の放送時間を平日と同じ7:30 - 8:00とし、さらなる攻勢を掛けてきたことで、平日版を含めて、この時間帯の『こどもショー』の視聴率をフジテレビの2番組はおろか、他のキー局の番組のそれにすら届かずに、キー局最下位にまで転落してしまう事態となった。
この時、人気が著しく落ちたものの、一部の親子での視聴者からはまだ支持されていた『こどもショー』に対して、再リニューアルも多数要望されていたが、上記の視聴率最下位にまで没落したことや、他のジャンルの番組との編成バランスの関連や、当時の日本テレビでは『こどもショー』以外の子供向け番組の縮小を実行に移していた事情などもあり、再リニューアルを見送り、終了することとした。平成以降であれば子供番組を夕方への放送時間枠の移動が検討されることもあるが、当時においては夕方の時間帯は『ピンポンパン』の再放送を例外とすれば、あったとしても子供向けの番組はアニメおよび特撮以外はあまり存在していなかったことや、当時の夕方の枠では1時間番組が編成しにくかったこともあり、見送られた。
『こどもショー』は、フジテレビの2番組に敗れる形で、まず1979年3月2日に平日版を終了。最終日は14年間の総集編を放送した。次番組は子供向け番組から一転して大人向けの情報番組『ズームイン!!朝!』（以下『ズームイン』）となった。同年の翌3月3日には、土曜日版は日曜日版と同じ7:00 - 7:45に移動したものの、コーナーは「おはよう!のどじまん」程度しか設けられず、日曜日版も「小学生野球大会」を放送する程度までに整理されたことで、これらの版でも著しく視聴率が落ち、遂に1980年、『こどもショー』は終了した。
平日版終了後も、日曜版のみ『おはよう!サンデー』が『こどもショー』の後継番組となったが、これもコーナー縮小の後、1987年に終了する。それと入れ替わるように、夕方に『とんでけグッチョンパ』を放送していたが、これも大きな人気を得るまでには至らず1988年9月で終了して、日本テレビは子供向け番組より一時撤退した。
1988年10月以降は放送枠（月曜17:00）の後継番組『それいけ!アンパンマン』(以下『アンパンマン』)がアニメとして、途中何度も放送曜日や時間を変更しながら、撤退した子供向け番組枠を実質的に継承することになる。その後、2002年7月から、毎週金曜夕方に人気女性アイドルグループのモーニング娘。や、その妹分にあたるハロー!プロジェクト所属の女性アイドルを起用した『ティンティンTOWN!』を開始して子供向け番組に再参入し、2004年3月まで放送された。なお、『ティンティンTOWN!』の放送時間は『アンパンマン』の直前枠であり、連結放送されていた。同番組の終了を以って地上波から子供向けバラエティ番組から完全に撤退し、2024年4月時点に至るまで完全に放送を再開させていない。
これらの他、1973年4月にはNETテレビ→テレビ朝日でも、日本テレビ系列からテレビ朝日系列に移動して間もない名古屋放送（現：名古屋テレビ）が制作した『ブンブンバンバン』を放送、珍しく地方局制作の子供番組で『こどもショー』・『ピンポンパン』と三つ巴の戦いになるも壁は厚く、2年で終了。また『ブンブンバンバン』と同時期に『あそびましょパンポロリン』を日曜日のみの放送にしたが、NETが1974年4月より教育専門局から一般局に変更されるのに先駆け、1973年10月より平日10時台に変更、その後は『とべとべパンポロリン』に改題したり、枠を10時台や16時台などに変えていたが、1975年10月より8:01 - 8:30に変更、『こどもショー』や『ピンポンパン』・『ポンキッキ』と2度目の三つ巴となったが、わずか半年で『とびだせ!パンポロリン』に改題して10時台や16時台で放送、その後1978年4月より2年振りに8:00 - 8:30に戻り、お姉さん役も『あそびましょ』時代からの山田美也子から竹田芳子に交代して、三度三つ巴（今度は『ピンポンパン』は関わらず）となるも、壁の厚さとお姉さんの交代がうまくいかず、またも半年で16時台に移動、同時にお姉さん役もアニソン歌手・かおりくみこに変更、1980年まで続いた。
1977年4月から2年間の直接対決では団塊ジュニア（1971年 - 1974年生）世代が幼児であり、『こどもショー』より対象年齢の低いフジテレビの勝利となったが、『ピンポンパン』『ポンキッキ』の天下は短く、団塊ジュニア世代が小学校に進学すると視聴率が下降し始める。1979年4月に開始された『おはようスタジオ』（東京12チャンネル→テレビ東京）が当初は大人向けのワイドショーとして始めたが、児童世代における視聴独占率の高さから事実上の子供向けワイドショー（当時としては珍しめの児童向け子供番組）へと転向を計り、ターゲットの関係で番組キャラクターを置かず、番組スポンサー（日本船舶振興会）の流れから同会会長の笹川良一や、ハドソン所属の社員である高橋名人など、児童層の有名人を常連ゲストとして据えたことで『ピンポンパン』『ポンキッキ』と『ズームイン』の間の世代（小中学生）を取り込んで健闘する。『ピンポンパン』は1980年3月に土曜版を終了、1981年末には同番組の人気キャラクターであったカータン（声 - 大竹宏）を卒業させ、翌1982年1月から、バビちゃん（声 - あきやまるな）に交代させるも、人気を得るまでには至らず、同年3月『ピンポンパン』は15年半の歴史に幕を閉じ、1982年4月から1988年3月までの7:30 - 8:00はアニメの再放送枠となる。一方の『ポンキッキ』は幼児向けの番組制作費やスポンサーを集約させることで少子化を乗り切る長寿番組となり、1993年10月『ポンキッキーズ』にリニューアルした。『ポンキッキーズ』は放送時間やタイトルの変更の繰り返しや、2000年4月より、月〜金の帯番組から毎週土曜日の週一放送に縮小はあったものの、地上波放送は2007年3月まで続いた。1992年10月には、CGを多用した異色の子供番組『ウゴウゴルーガ』を開始。絵本を原作とした有名コンテンツである「ノンタン」シリーズの初アニメ化作品である『ノンタンといっしょ』をコーナーアニメとしての展開を売りにし、『ピンポンパン』終了以来10年半振りに子供番組2体制に戻るも、僅か1年半でこの番組自体が終了した。
平日朝子供向け番組 放送時間の変遷
- フジテレビ：『ピンポンパン』、『ポンキッキ』
- 日本テレビ：『こどもショー』、『カリキュラマシーン』
- 昭和おはスタ：『おはようスタジオ』（東京12チャンネル→テレビ東京）

| 年月    | フジテレビ    | 日本テレビ    | 重複 | 備考                   |
| ------- | ------------- | ------------- | ---- | ---------------------- |
| 1966.10 | 08:15 - 08:55 | 07:15 - 08:15 | なし | 『ピンポンパン』開始   |
| 1968.04 | 08:00 - 08:45 | 07:15 - 08:15 | 15分 |                        |
| 1969.04 | 08:00 - 08:45 | 07:15 - 08:30 | 30分 |                        |
| 1969.10 | 08:00 - 08:45 | 07:15 - 08:00 | なし |                        |
| 1970.04 | 08:10 - 08:55 | 07:15 - 08:00 | なし |                        |
| 1971.10 | 08:00 - 08:45 | 07:15 - 08:00 | なし |                        |
| 1972.01 | 08:00 - 08:45 | 07:25 - 08:15 | 15分 |                        |
| 1974.04 | 08:00 - 08:40 | 07:00 - 08:00 | なし | 『カリキュラ』開始     |
| 1975.10 | 07:45 - 08:45 | 07:00 - 08:00 | 15分 | 『ポンキッキ』朝枠開始 |
| 1977.04 | 07:30 - 08:30 | 07:30 - 08:25 | 55分 |                        |
| 1978.04 | 07:30 - 08:30 | 07:30 - 08:30 | 60分 |                        |
| 1979.03 | 07:30 - 08:30 | 平日版終了    | なし | 『ズームイン』開始     |
| 年月    | フジテレビ    | 昭和おはスタ  | 重複 | 備考                   |
| 1979.04 | 07:30 - 08:30 | 07:30 - 08:30 | 60分 |                        |
| 1981.04 | 07:30 - 08:30 | 07:05 - 08:05 | 35分 |                        |
| 1982.04 | 08:00 - 08:30 | 07:05 - 08:05 | 05分 | 『ピンポンパン』終了   |
| 1984.04 | 08:00 - 08:30 | 07:00 - 07:54 | なし |                        |
| 1985.04 | 08:00 - 08:30 | 07:15 - 08:00 | なし |                        |
| 1986.04 | 08:00 - 08:30 | 07:25 - 08:15 | 15分 |                        |
| 1986.07 | 08:00 - 08:30 | 番組終了      | なし | テレ東はアニメ枠に     |

#### 日曜19時クイズ番組戦争
関西広域圏の放送局が製作する番組同士の争いでその競争期間もごく短期ではあったものの、いずれも全国ネット番組でクイズ番組間での視聴率対決として視聴率争いを繰り広げていた。
1963年10月より毎日放送の制作によって日本教育テレビ（NET。現・テレビ朝日）系列で全国ネットによる放送を開始した『アップダウンクイズ』（以下『アップダウン』）は、放送時間を19時から19時30分までの30分番組ながらも、約22年に及ぶ長寿番組となり、10問正解してハワイ旅行が獲得できるクイズとして人気を博し、スタート当初は初代出題者、翌1964年4月より二代目司会者となる小池清と1972年11月より3代目出題者に就任した佐々木美絵とのコンビも番組名物となった。
この間1960年代はTBSの『タケダアワー』、1970年代前半はフジテレビのアニメ枠（1971 - 1972年の『ミラーマン』のみ特撮）と鎬あいを続け、特に前者での『柔道一直線』と後者での『アタックNo.1』がそれぞれ放送されていた1969年頃には、その影響で『アップダウン』は視聴率を落としたが、どちらも同じ「スポーツを題材にした漫画原作を映像化したドラマ・アニメ作品（通称・スポ根もの）」でありながら、視聴者層がそれぞれの番組で異なっていたのと、両番組の開始を機に、それまでこの時間帯にテレビを見ていなかった年齢層が両番組を中心に見るようになり、それによって全体のテレビ視聴者数が多くなったことで、両番組放送開始の影響による視聴率の低下はごくわずかで済んた。視聴者層は『柔道一直線』では主に小学生 ~ 高校生の男子、『アタックNo.1』では同じく小学生 ~ 高校生の女子、『アップダウン』は主に大学生以上の男女が視聴者の中心層であった。なお、『柔道一直線』は1971年4月に、『アタックNo.1』は同年11月にそれぞれ終了してからは、その視聴者層の一部が『アップダウン』に移行し、結果として視聴率が上昇したのみならず、同番組の視聴者層が幅広くなった。
その後、『アップダウン』が1975年3月31日の腸捻転解消でNETよりTBSへ移動後は、日本テレビの『びっくり日本新記録』（読売テレビ制作。途中2度にわたる中断あり）や、東京12チャンネル→テレビ東京の若者向け歌謡バラエティ番組『ヤンヤン歌うスタジオ』まで加わり、『アップダウン』を失ったNETは一気に人気低下、NETがテレビ朝日に社名変更した1977年4月に、土曜19:00から朝日放送（現：朝日放送テレビ）制作・日本メナード化粧品一社提供のクイズ番組『三枝の結婚ゲーム』が移動、以後メナード提供のクイズ番組を継続したが、『アップダウン』には歯が立たず、1981年5月開始の『ヒラメキ大作戦』継続中にメナードが降板、そして終了後の同年10月からは金曜19:30から石ノ森章太郎原作の児童向けドラマ『それゆけ!レッドビッキーズ』(以下『レッドビッキーズ』)が移動（同時に制作もテレビ朝日から朝日放送に移動）、クイズ路線が中断した。
『レッドビッキーズ』終了後の翌1982年4月より放送開始の『三角ゲーム・ピタゴラス』からクイズ路線を復活、そしてその翌1983年3月に、朝日放送（現ABCテレビ）がこれまで関西ローカルの番組で日曜日午前11時台に放送していた『世界一周双六ゲーム』（以下『双六ゲーム』）を『アップダウン』と全く同じ放送時間帯に移動させて全国ネット化したことで同番組の裏番組となり、ここにMBS対ABCのクイズ番組間での本格対決が始まった。
純粋に出題者がクイズの問題を出してそれに解答者が答えるという、当時は一般的なクイズ番組のシステムであった『アップダウン』に対して、『双六ゲーム』はクイズに正解すれば双六にチャレンジする権利が与えられる、ゲーム性を混在させた番組構成が視聴者に大受けし、『アップダウン』は急速に視聴者を『双六ゲーム』に奪われる形で視聴率が激減した。
このため同年10月に『アップダウン』は大幅な内容のリニューアルを実施することを決め、司会を小池から俳優の西郷輝彦に交代し、「この人クイズ」などの廃止とそれに代わる「リポータークイズ」「シンクロクイズ」を新設しクイズのルールも一部変更。番組セットも全面的に更新した。ところがこのテコ入れは失敗に終わり、クイズのルールも1984年4月に一部を除き元に戻すなどの迷走状態になった。その一方で『双六ゲーム』は前述のゲーム性の要素のある番組構成だけでなく、司会の乾浩明による進行も話題となったことで、一気に視聴率を上げた。『アップダウン』とは対照的に、『双六ゲーム』では番組の内容をあまり変えなかった（全国ネット化時にオーロラコースの追加と他の解答者とコマが重複した場合に6つ下げるルールを逆に6つ進ませるルールに変更した程度）。
1984年に入っても『アップダウン』は視聴率の低下に歯止めがかからず、1985年には特別番組やスポーツ中継で休止になることも多くなった。そして毎日放送は同年秋に『アップダウン』の終了を決断した。
しかし『アップダウン』との視聴率争いに勝利を収めた『双六ゲーム』も、1985年秋以降も引き続き高い視聴率を維持していたものの、今度は1985年3月に始まったフジテレビのアニメ『タッチ』に視聴者が徐々に流出するようになり、翌1986年春に終了した。
毎日放送では『アップダウン』の終了後は、同じクイズ番組である『クイズ!!ひらめきパスワード』を開始させたが、この番組が芸能人出演型にリニューアルされた翌1986年4月6日以降は、芸能人と司会の野村啓司とのトークのやり取りが好評を得たことと、『双六ゲーム』が終了したこともあり、視聴率が急速に上昇し、以後番組が終了する1992年3月までの間、裏番組の『タッチ』（同番組は1987年3月に終了）や『キテレツ大百科』と互角の高視聴率を維持した（野村は1990年限りで司会者を勇退。翌1991年より後任は俳優で野村の高校の先輩でもある山城新伍が務めた）。

#### 木曜21時戦争およびとんねるず包囲網
1970年代後半から80年代前半にかけて、木曜21時はTBSの『ザ・ベストテン』（以下『ベストテン』）が一強状態であったが、1988年頃になると、『ベストテン』の人気にも陰りが出始め視聴率が1桁の回もあった。フジテレビは10月、人気を誇ったとんねるずの初ゴールデン冠番組として『とんねるずのみなさんのおかげです』（→『ラスタとんねるず'94』→『とんねるずの本汁でしょう!!』→『とんねるずのみなさんのおかげでした』）を開始。レギュラー初回は14.9%だったものの、翌1989年の年間平均視聴では24.4%を記録し、一気に『ベストテン』を破り、この年の10月には放送終了に追い込んだ。
『おかげです』はその年から1994年まで6年連続で年間バラエティ番組平均視聴率ランキング第1位を獲得することになった。
TBSはベストテン終了後の1989年10月、この時間帯を13年ぶりに連続ドラマ枠として、『愛し方がわからない』を皮切りに翌年10月からスタートした『渡る世間は鬼ばかり』に代表されるホームドラマや、石ノ森章太郎の人気漫画を実写ドラマ化した『HOTEL』、後述の『3年B組金八先生』をレギュラー放送では7年ぶりに復活。それらの作品を人気ドラマとして定着させた。テレビ朝日も『木曜ドラマ』を維持。テレビ東京の『木曜洋画劇場』(以下『木曜洋画』)もコアな視聴層を固めた。2000年代以降はテレビ朝日が『交渉人』、『ドクタ－X』、『リーガルV』など米倉涼子主演作のヒットに恵まれ、また日本テレビは1995年10月からスタートした『輝け!噂のテンベストSHOW』を皮切りに『どっちの料理ショー』、『ニッポン旅×旅ショー』、『秘密のケンミンSHOW』といった読売テレビ制作バラエティー番組も(後座番組『ダウンタウンDX』との相乗効果もあり)支持を得て、再びこの時間帯の視聴率争いが激化。テレビ東京は40年以上続いた『木曜洋画』を2009年4月改編で打ち切り、TBSは2015年10月改編で長年続いた連続ドラマ枠（『木曜ドラマ9』→『木曜ドラマ劇場』）を廃止し、『ニンゲン観察バラエティ モニタリング』を19時56分（後に20時開始に変更・短縮）開始の2時間番組に拡大。そしてフジテレビでは2018年（平成30年）4月改編で『おかげでした』が終了、その後番組に坂上忍の冠情報バラエティ『直撃!シンソウ坂上』を開始したが2年半で終了し、2020年（令和2年）10月からは千鳥の冠お笑いバラエティ番組である『千鳥のクセがスゴいネタGP』を開始して、2023年（令和5年）4月からは当番組は日曜19時に移行しタイトルも『千鳥のクセスゴ!』に改題。代わりに『私のバカせまい史』を開始したが1年後に放送時間の移動縮小とローカルセールス枠に降格し、代わりに『オドオド×ハラハラ』を1時間繰り下げて移動するものの、半年後に終了し、後番組は『この世界は1ダフル』を開始。視聴率争いはさらに激しいものとなっている。
日テレでは同じとんねるずの冠番組であった『とんねるずの生でダラダラいかせて』が水曜21時台に放送。フジテレビの『邦ちゃんのやまだかつてないテレビ』、テレビ東京の『地球まるかじり』を駆逐していた。また、TBSが同じ時間帯で不安定な状態が続いたことから視聴率が向上していた。だが、テレビ朝日の『はぐれ刑事純情派』などの刑事ドラマを相手に苦戦、フジとテレ東もドラマにシフトチェンジしたところ、生ダラを凌駕するようになった。

#### 平日22時ニュース戦争
1985年、テレビ朝日は社運をかけてそれまで23時台に放送されていた深夜ニュース番組を1時間繰り上げ、22時からにすることを決定、番組名を『ニュースステーション』（以下Nステ）とした。司会にはTBSの人気音楽番組『ザ・ベストテン』で司会を務めていた久米宏に白羽の矢を立てた。久米はキャスター就任を了承したが、秘密裏に進められた計画であった為、共演者の黒柳徹子へもこの事を伝えないまま、同年4月25日放送分を最後に『ザ・ベストテン』の司会を降板した。
同年10月に『Nステ』の放送が始まると、中高生にわかりやすいニュースをコンセプトにした内容が功を奏し、高視聴率を獲得したが、TBSの首脳陣は一連の久米の行動に激怒。諏訪博会長の号令により「報道のTBS」の面子と社運を懸けて、打倒『Nステ』を目指し22時台のニュース帯番組を製作し、『Nステ』にぶつける計画を立てた。しかし、計画はキャスター選びから難航した。当初、白羽の矢を立てたのは、『ザ・ベストテン』時代の久米の共演者の黒柳徹子だったが、黒柳が拒否すると朝日新聞社員だった筑紫哲也にキャスター就任を要請した。ところが、テレビ朝日がTBSに猛反発、遂には朝日新聞とTBS両社のトップ会談が開かれる事態になった。その後、TBSは森本毅郎をキャスターに据えて1987年10月から『JNNニュース22プライムタイム』（以下プライムタイム）をスタートしたが、視聴率で『Nステ』に勝てなかったばかりか、森本に女性スキャンダルが発覚した為、1年で森本も降板して新たに小川邦雄がキャスターに迎え、番組タイトルを『JNNニュースデスク'88（→'89）』に変更するも、結局『プライムタイム』放送開始から2年後の1989年9月、22時台のニュース帯番組から撤退した。その後、TBSは筑紫をキャスターに据えた『NEWS23』を翌月から放送開始した。
その後、2000年3月27日にNHK総合テレビが新たに平日22:00に『NHKニュース10』を設置、『Nステ』もこれに対抗して放送時間を21:54に繰り上げた。それでも『Nステ』の牙城は崩れないものの、2004年4月からはキャスターを古舘伊知郎に交代、タイトルも『報道ステーション』に変更した。結果『ニュース10』はTBSより放送期間は長かったものの、2006年3月31日で打ち切られて『NC9』以来の伝統枠だった21時台に『ニュースウオッチ9』として戻り、再びテレビ朝日の独壇場となる。
それでもNHKはこの時間帯の報道情報系番組を放送しており、19時台後半の放送だった『クローズアップ現代+』を2016年（平成28年）4月改編で22時台に移動、『報ステ』に対抗するようになった。その後、2022年（令和4年）4月の改編で再び19時台後半に戻ることが同年2月に発表された。
2021年、今度はテレビ東京が23時から放送している『ワールドビジネスサテライト』を同年3月29日から1時間繰り上げて、22時スタートすることを同年1月の改編会見で発表した。同局の石川一郎社長は『報ステ』と放送時間が重なることについて、「（『報ステ』を含む）22時台はザッピングも非常に多い。ネット、SNSを含めて生き残っていくためには今日の経済事案は何かをきちんと整理して明日以降の生活、経済活動に生かせる材料を伝えたい」と語っている。

#### 札幌戦争
北海道地区の夕方ワイド番組における視聴率争いで、札幌テレビ放送（STV）が1991年10月に始めた『どさんこワイド120』を中心としたものである。
1989年10月、北海道文化放送（UHB）が道内初の夕方ワイド番組となる『TVポテトジャーナル』をスタートさせた。視聴率は当初苦戦していたが、次第に2桁を取る週が出るようになる。STVは2年後の1991年に『どさんこワイド』をスタートさせる。『どさんこワイド』も『TVポテトジャーナル』同様、視聴率は当初は苦戦したものの、次第に視聴率が向上する。『どさんこワイド』の成功を受け、北海道放送（HBC）は1993年10月に『HBCゆうやけワイド・テレビ一番星』を16時から19時までの3時間、『テレポート6』を内包する形で開始するが、STVも『どさんこワイド』の放送時間を『テレビ一番星』と同じ16時から19時までの時間帯まで拡大させ、両番組が同じ時間帯で放送されることになり、結局「一番星」は1年で終了。その後もHBCは「4時からワイド一番星」→「いきいきテレビ特急便」→「気になるパンプキン」→「情報ワイドビタミンH」・「夕刊5時ダス」→「ビタミンTV」と放送するがいずれも「どさんこ」の前に敗退。短期間で終了に追い込まれた。
その後夕方ワイド番組はHBC・STV・UHBの巴戦が続いていたが、UHBは1993年10月に『TVポテトジャーナル』から番組名を変更した『ポテト』を1994年9月に終了させ、ドラマの再放送枠に戻る。その後北海道テレビ放送（HTB）が1999年4月に『情報ワイド 夕方Don!Don!』を17・18時台でスタートさせ夕方ワイド番組の視聴率争いに参入した。さらには2002年にはNHK北海道が『ほくほくテレビ』を、2003年にはTVhも『おばんでスタ!』をそれぞれスタートさせ、夕方ワイド番組争いに参入するがどちらも撤退した。2003年4月にHTBは『イチオシ!(現・イチオシ!!)』にリニューアルし、2005年4月からは16時台にも放送枠を拡大。スポーツ情報を取り入れるなど若年層に照準を絞って軌道に乗せた。2006年4月、HBCは16時台『ビタミンTV』および18時台の『テレポート2000』を合体させた新番組『Hana*テレビ』をスタート。その後、2010年には『グッチーの今日ドキッ!（現・今日ドキッ!）』をスタート。当初の視聴率は3％程度と低迷したが、大幅リニューアルを行い、大幅リニューアルを行うなどテコ入れして、STV・HTBととの三つ巴と言えるまでに数字を伸ばした。
2011年4月、一時期夕方ワイド番組から撤退したUHBは夕方ワイド番組『U型テレビ』をスタートさせた。その後、2014年には午前の『さあ!トークだよ』を終了させ自社制作のローカルワイド帯番組を午後に集約。今までの『U型テレビ』をリニューアルさせ、『U型ライブEXPRESS』・『U型ライブ』・『Super NEWS U』を編成。14時から19時までの大半を自社制作のローカルワイド帯番組が占める事となった。しかし同年10月『U型ライブEXPRESS』の打ち切りを発表、夕方の大型改編は大失敗に終わる。2015年、UHBはこれまで放送されてきた『U型ライブ』・『Super NEWS U』の枠を統合させた新番組『みんなのテレビ』がスタート。なおUHBにとっては、開局以来初めて3時間の自社制作大型情報ワイド番組を編成。2019年4月1日には『みんテレ』を正式タイトルに変更して実質新番組扱いとしてリニューアル。2020年4月改編にて、『みんテレ』を16時台から撤退し、約2時間に短縮した。HBCも2022年4月改編より、『今日ドキッ!』を16時台から撤退し、約2時間に短縮した。これに伴い、自主制作で16時台から18時台まで放送しているのは、STV『どさんこワイド』とHTB『イチオシ!!』のみとなった。

#### 金曜20時戦争
1970年代から1980年代にかけて金曜20時に放送された『太陽にほえろ!』（日本テレビ）と『ワールドプロレスリング』（テレビ朝日）、TBSのドラマ・バラエティ番組の視聴率争いを中心としたものである。『太陽にほえろ!』と『ワールドプロレスリング』の両番組は、ほぼ同時期にスタートし同時期に終了や枠移動を行っている。当時、日本プロレスの中継は日本テレビとNET（現テレビ朝日）の2局で放送を行っていたが、日本プロレスの意向により日本テレビはジャイアント馬場の試合を、NETはアントニオ猪木の試合を中心に放送していた。その後、日本プロレスから猪木が除名追放されたことを機に、NET首脳陣は馬場の試合中継を要求。日本プロレス幹部がこれに応じたため、日本テレビ側が激怒。1972年5月、放送していた『日本プロレス中継』を打ち切り、7月21日から金曜夜20時枠に刑事ドラマ『太陽にほえろ!』の放送を開始した。
一方のNETは、『太陽にほえろ!』の放送開始から1週間後の7月28日より、同じく金曜夜20時枠に『NET日本プロレスリング中継』のタイトルでプロレス番組を開始した(翌1973年4月より、その前年1月に猪木が設立した新日本プロレスの試合中継を放送するのを機に『ワールドプロレスリング』に再改題)。当初、日本テレビは『太陽にほえろ!』の放送を1クールで終了させ、10月から馬場が設立した全日本プロレスの中継番組を『ワールドプロレスリング』に直接ぶつける計画があった。しかし、『太陽にほえろ!』が高視聴率を記録したため、『全日本プロレス中継』は「お化け番組」と呼ばれた『8時だョ!全員集合』にぶつける事となった（詳細は前述の「#土曜夜戦争」を参照）。その後、『太陽にほえろ!』が、新人や無名の若手俳優を主演の新米刑事として出演させ、成長させるパターンで安定した視聴率を稼いだのに対し、『ワールドプロレスリング』が、猪木を中心とした「ストロングスタイル」をメインに、「過激なプロレス」(「ハイスパート・レスリング」とも呼ばれた)や、「異種格闘技戦」路線で高視聴率を挙げた。
両番組のために低迷していたTBSは1979年秋から、学園ドラマの『3年B組金八先生』（以下『金八先生』）を放送。『金八先生』は放送開始するや瞬く間に巷の話題となって視聴率が毎回上がり続け、視聴率争いは三つ巴となる。『金八先生』は半年後の終了前には30パーセントを超える視聴率を毎回獲得して『太陽にほえろ!』と『ワールドプロレスリング』を完全に逆転した。特に『金八先生』第1シリーズの最終回は関東地区で39.9パーセントの視聴率を記録した。同日、『太陽にほえろ!』は400回スペシャルを放送したが視聴率は『金八先生』の半分以下18.8パーセントに終わる。『金八先生』第1シリーズ終了後もTBSは『金八先生』と舞台設定を同じにした学園ドラマ(通称・『桜中学シリーズ』)をこの時間帯に敷いてリードを保った。しかしその間にも『太陽にほえろ!』は見所であった殉職降板や新刑事登場を連発して巻き返しを図り、『ワールドプロレスリング』側も1981年4月、同時期にテレビ朝日系列で放送がスタートしたテレビアニメ『タイガーマスク二世』とのタイアップ企画によって誕生したタイガーマスク（初代）の登場、そしてデビュー。ライバル団体全日本プロレスとの外国人レスラーの引き抜き合戦、同年8月に崩壊した国際プロレスの残党（ラッシャー木村、アニマル浜口、寺西勇）によって結成された「国際軍団」や、長州力率いる「維新軍団」を登場させ、猪木率いる本隊にあたる「新日正規軍」を加えた三つ巴の軍団抗争や、正規軍・藤波辰巳と維新軍団・長州との「名勝負数え歌」が人気を呼んだ。特に、後に維新軍団に加わる小林邦昭がタイガーマスクのマスクを剥ぎにかかるシーンが放送されると、タイガーの正体の見たさに視聴率が上昇した。その反抗の影響と、『桜中学シリーズ』自体もシリーズを重ねて飽きられ始めると、再び三つ巴の様相となっていったものの、『桜中学シリーズ』は徐々に視聴率を落とし、ついに1983年3月、『3年B組貫八先生』を最後に金曜20時枠での放送を終了した。
『桜中学シリーズ』終了後、しばらくの間は児童や若者向けのドラマを中心に放送していたTBSは、1986年5月に絶大な人気を誇っていたビートたけしをメインに据えた、視聴者参加型バラエティ番組『風雲!たけし城』（以下『たけし城』）をスタートさせると、視聴率が逆転し金曜20時の視聴率の覇権を収めた。対する日本テレビは主演の石原裕次郎の体調不良もあって、『太陽にほえろ!』の終了を決断（石原未出演のPART2を含めると、番組は翌1987年2月で終了。石原は同年7月に死去）。テレビ朝日も1986年10月、『ワールドプロレスリング』を月曜20時へ移動させ、音楽番組『ミュージックステーション』（以下『Mステ』）の放送を開始した。
しかし、これら長寿番組だった両番組を打ち切り（『太陽にほえろ!』）や放送時間変更（『ワールドプロレスリング』）に追いやった『たけし城』だが、前述のフライデー襲撃事件により、看板だったビートたけしと襲撃に参加したたけし軍団が芸能活動謹慎となったことで、番組を降板して一時の勢いが衰えてしまう。彼らは事件から約半年後に番組に復帰したものの、勢いを取り戻すことはできず、1989年4月に『たけし城』はレギュラー放送を終了した。
一方、『Mステ』は放送開始当初は視聴率を取れなかったが、放送開始から約半年後の1987年4月、タモリが2代目の司会に就任後、一定の人気を得た。番組にはジャニーズ事務所所属の男性アイドルをはじめ、様々なゲストが登場。中でも番組放送開始から3カ月後、タモリが司会者に就任する前の1987年1月には、かつてのライバル番組(『太陽にほえろ!』)に出演していた石原裕次郎がハワイの別荘からビデオ出演。近況報告後、カバー曲の「BEYOND THE REEF」を披露し、番組にエールを送った(前述の通り石原は番組出演から約半年後の同年7月に死去したため、この番組が彼にとって生涯最後のテレビ出演となった)。また、1996年には同年4月から日本テレビ系で放送されていたバラエティ番組の『ウッチャンナンチャンのウリナリ!!』(以下、『ウリナリ』)から誕生したユニット「ポケットビスケッツ」、「ブラックビスケッツ」の登場、そしてブレイクにより、視聴率面で苦戦する事もあったが、1999年6月の宇多田ヒカルテレビ初出演で視聴率を20％台に乗せた。1990年代半ばから2000年代初め頃の「金曜20時戦争」は、かつての前述1970年代の「『太陽にほえろ!』対『ワールドプロレスリング』」のように、日本テレビとテレビ朝日の2強時代が長らく続いていたが、最終的に『Mステ』は 「金曜20時戦争」に勝利を収め、2002年3月で『ウリナリ』を放送終了に追い込んだ。その後『Mステ』は、2019年10月改編で金曜21時に枠移動。後枠として水曜23時台に放送していた『マツコ&有吉 かりそめ天国』の放送時間を変更させた上でゴールデンタイムに進出した。
一方、フジテレビは1979年秋に当時人気番組だった『ザ・ベストテン』に対抗して『ビッグベストテン』を開始させるが、視聴率が振るわず、わずか5ヶ月で打ち切られた。また後続番組『花の金曜ゴールデンスタジオ』→『ハナキンスタジオ』も、同様に打ち切られ単発番組枠へ移動した。1988年、『Mステ』や『たけし城』に対抗するため、明石家さんまを中心とした新番組の計画や『ひょうきん族』の放送枠移動の計画があったが、当時の昭和天皇の病状悪化による自粛ムードや、出演者側のスケジュールの問題などもあり中止になった。

#### 平日正午戦争
1960年代から1970年代後半にかけてTBSの『ベルトクイズQ&Q』、テレビ朝日の『アフタヌーンショー』の2大番組が争っていた。1970年代の昼の視聴率で苦戦していたフジテレビは1980年10月、漫才ブームに便乗し『笑ってる場合ですよ!』を放送。それから2年後、漫才ブーム終焉後の1982年10月、『森田一義アワー 笑っていいとも!』(以下『笑っていいとも!』)の放送を開始する。『笑っていいとも!』は瞬く間に人気を博し、2002年4月には司会者のタモリが「生放送バラエティ番組 単独司会者による生放送の長寿記録」を樹立し、翌2003年版のギネスブックに登録されるほどの人気番組となり、2014年3月、本放送の最終回とは別に特番としてゴールデンタイムに放送された『笑っていいとも!グランドフィナーレ 感謝の超特大号』(事実上の最終回)では、タモリが「生放送バラエティ番組 単独司会者最多記録」、番組自体も「生放送バラエティ番組 放送回数最多記録」として、それぞれギネスに認定された。
1985年、8月に起きたやらせリンチ事件をきっかけに2ヶ月後に『アフタヌーンショー』が打ち切られると、他局の番組に太刀打ちできる番組はなく、正午の時間帯は『笑っていいとも!』の一人勝ち状態となったことから、視聴率争いは日本テレビ、TBS、テレビ朝日による2位争いに移行した。みのもんたは『午後は○○おもいッきりテレビ』（以下『おもいっきりテレビ』）の司会に就任した際の記者会見で、目標を『笑っていいとも!』ではなく、当時時間帯2位だったTBSの『新伍のお待ちどおさま』に設定するなど2位争いが過熱した。
日本テレビでは、1987年10月に『おもいッきりテレビ』を放送。当初は『笑っていいとも!』をはじめ他局に苦戦したが、1989年に司会の山本コウタローが参議院選挙出馬のため降板。みのもんたに司会が変わると、それまでの内容を一新した事が功を奏し、中高年を中心に人気が出始めた。これで3局の2位争い一歩抜きん出て単独2位となったどころか、日によっては視聴率で『笑っていいとも!』を逆転することもあり、ここに「みのもんた症候群」という造語までできた『おもいっきりテレビ』と、若者を中心に安定した人気を保つ『笑っていいとも!』との2番組の戦いへと変わっていく。
一方、アフタヌーンショーの打ち切り以降、同時間帯で苦戦し2位争いから脱落していたテレビ朝日は、1996年4月に『ワイド!スクランブル』を放送。再びワイドショー路線に回帰すると同時に視聴率も上向きになった。2004年4月1日保坂尚希の離婚会見を独占生中継した際は『笑っていいとも!』、『おもいっきりテレビ』を抑え、第2部（当時は12時 - 13時5分）で視聴率1位を獲得するなど放送内容によっては『笑っていいとも!』や、『おもいっきりテレビ』を上回ることもあった。
TBSの1980年代は、『ベルトクイズQ&Q』と、そのモデルチェンジ版である『スーパーダイスQ』や、かつて月曜19時台後半枠の人気番組であり、放送時間変更後は日曜日のローカル枠で放送されていた『ハイ＆ロー』シリーズの放送時間を40分に拡大し、帯番組としたリニューアル版である『貴女も社長ハイ＆ロー』(1985年4月に『社長かヒラか!ハイ&ロー』に改題)の相次ぐ終了以降、昼の番組に苦戦することになった。特に1990年代は『新伍のお待ちどおさま』が終了すると、テレビ朝日同様に短命で終了する番組が続出、TBSの正午は死に枠とさえ言われた。2000年開始の『ベストタイム』の放送以降苦戦を続けていたが、2012年『ひるおび!・午後』にて年間視聴率が同時間帯横並びトップを獲得した。
その後、日本テレビの『おもいッきりシリーズ』（おもいッきりテレビ・『おもいッきりイイ!!テレビ』・『おもいッきりDON!・第2部』）は2010年3月まで続き、その後『DON!』を経て、2011年3月からは『ヒルナンデス!』を放送。2014年3月、フジテレビは人気番組『笑っていいとも!』を終了させ、4月より『バイキング』(2020年9月28日より『バイキングMORE』に改題)を放送。テレビ朝日も同年4月より長寿番組『徹子の部屋』の放送枠を移動し、2020年春改編にて13時に放送枠を再度移動した。そして、2022年4月に『バイキングMORE』は、2015年4月より総合MCを務めている坂上忍が、彼のライフワークである「動物保護活動に注力する」という理由で番組卒業を申し出、それと同時に番組自体も終了。後継番組は佐野瑞樹、山崎夕貴両アナウンサーを進行MCに起用し、明るい芸能ニュースに特化したワイドショー番組『ポップUP!』を開始した。しかし、『ポップUP!』は裏番組の『ワイドスクランブル』、『ひるおび』、「ヒルナンデス』に押されて番組開始から8か月後の2022年内で終了し、2023年年明けから『ぽかぽか』を放送開始。
これにより、平日正午の視聴率争いは再び混沌としている。

#### 日曜20時戦争
日本最長の視聴率戦争
1965年1月、NHK大河ドラマ『太閤記』に始まる、日本最長の視聴率争いである。当初は壮絶なドラマ戦争であり、1965年4月までは6局同時にドラマ（東京12チャンネルは『87分署シリーズ』）を放送していた。
日曜20時枠の特徴として、空白期間や局の垣根を越えて同じ芸能人が何度も起用される事例がある。渥美清、萩本欽一、堺正章、久米宏、ビートたけし、島田紳助、ダウンタウン（浜田雅功）、今田耕司、古舘伊知郎、所ジョージ、竹中直人、内村光良、ロンドンブーツ1号2号（田村淳）、有田哲平、石橋貴明、バナナマンと多数の例がある。
50年以上にわたる日曜20時枠の民放局別戦績は日本テレビの圧勝であり、『東宝青春学園シリーズ』から安定した視聴率を維持している。日本テレビの長期低迷は『西遊記II』終了から『久米宏のTVスクランブル』開始までと『特命リサーチ200X』終了から『世界の果てまでイッテQ!』開始までの2回とされる。
東京12チャンネル→テレビ東京の日曜20時枠は『日曜テレビ寄席』（1967年10月 - 1969年9月）『日曜ワイド笑』（1969年10月 - 1972年9月）の演芸番組を放送した後、1972年10月から『日曜特別ロードショー』『日曜ビッグスペシャル』『日曜ビッグバラエティ』と50年間にわたり特別番組枠が続き、『家、ついて行ってイイですか?』の枠移動で2022年10月から1時間枠のレギュラー番組が復活した。
1972年10月開始のフジテレビ『オールスター家族対抗歌合戦』がドラマとの差別化に成功して長寿番組になるとバラエティ番組戦争に発展。日本テレビ『天才・たけしの元気が出るテレビ!!』、フジテレビ『ダウンタウンのごっつええ感じ』、日本テレビ『特命リサーチ200X』、TBSテレビ『どうぶつ奇想天外!』、日本テレビ『世界の果てまでイッテQ!』、テレビ朝日（ABCテレビ）『ポツンと一軒家』と勝者が推移する。
2021年、日本テレビ『世界の果てまでイッテQ!』（2007年2月開始）がフジテレビ『オールスター家族対抗歌合戦』（1972年10月 - 1986年9月）の放送期間14年を超え、日曜20時枠の最長寿番組となった。

#### 平成令和日曜夜戦争
日本テレビが1998年に深夜より昇格させた『ザ!鉄腕!DASH!!』と、2007年に放送開始した『世界の果てまでイッテQ!』は、それぞれが10年以上にわたって15%超え、回によっては20%に迫る視聴率を獲得する人気番組となった。
2000年代の他局は19時台に『さんまのSUPERからくりTV』（TBSテレビ）や『熱血!平成教育学院』（フジテレビ）、20時台に『どうぶつ奇想天外!』（TBSテレビ）や『ジャンクSPORTS』（フジテレビ）、『大改造!!劇的ビフォーアフター』（テレビ朝日）などが放送されていたが、2010年代に入るとこれらの番組が視聴率低迷や不祥事などを理由に軒並み終了し、19時台には『シルシルミシルさんデー』や『日本人の3割しか知らないこと くりぃむしちゅーのハナタカ!優越館』（共にテレビ朝日）、『この差って何ですか?』（TBSテレビ）、『ほこ×たて』(フジテレビ)、20時台には『クイズ☆タレント名鑑』や『駆け込みドクター!運命を変える健康診断』（共にTBSテレビ）、『爆笑 大日本アカン警察』（フジテレビ）などが放送されたが、どれも『DASH』『イッテQ』『行列』の牙城を崩すには至らなかった。
2016年に入るとこの時間帯の争いが激化。テレビ朝日が19時台に『日曜もアメトーーク!』をスタートさせたり、フジテレビがフリーアナウンサーの古舘伊知郎をメイン司会に据えた2時間番組の『フルタチさん』をスタート。さらにTBSも19時台に『タレント名鑑』の復活版『クイズ☆スター名鑑』、20時台に『ピラミッド・ダービー』を参入させたが、どれも思うほどの視聴率は獲得すらできず短期間で終了した。
しかし、2018年に入ると『DASH』は出演者の不祥事で、『イッテQ』は番組そのものに不祥事が発覚し視聴率に陰りが見え始める。そんな中、同年冬にはフジテレビが19時台に『ジャンク』を復活し一定の成果を収めた。秋にはテレビ朝日で『ナニコレ珍百景』と『ポツンと一軒家』（ABCテレビ制作）がスタート。特に『ポツン』については、中高年をターゲットにした戦略からレギュラー前から15%近い視聴率を稼いでおり、2019年冬頃には互角の勝負をするようになった。さらに時に20%超えの視聴率を稼ぐほど好調であり、『イッテQ』やNHK大河ドラマを抑えて同時間帯トップを獲得する回数も増えている。しかし、2020年春から本格的に導入された「個人視聴率」や若年層（13歳から49歳）をターゲットとしている「コア視聴率」では、『ポツン』が高齢者層向けの番組であることが仇となり、性別や年齢層別の集計によっては最下位に近い週も発生するなど同番組が苦戦を強いられている。なお、TBSでは同時期に『消えた天才』を開始し、ある程度の成功を収めるが不適切な演出があったことが発覚したため、約1年後に打ち切られている。

#### 1993年10月28日 テレビ東京歴代最高
ドーハの悲劇で知られる『1994 FIFAワールドカップアジア地区最終予選 日本×イラク』がテレビ東京歴代最高視聴率の番組平均48.1%、前半終了近くの22時54分に瞬間最高58.4%を記録。放送当日の1993年10月28日はテレビ東京開局以来初の「日別平均視聴率三冠王」（全日9.4%、ゴールデンタイム14.8%、プライムタイム22.8%）も獲得している。
| 時間  | NHK総合テレビ                              | NHK総合テレビ | 日本テレビ                                                                    | 日本テレビ | TBSテレビ                                    | TBSテレビ | フジテレビ                        | フジテレビ | テレビ朝日                                           | テレビ朝日 | テレビ東京                                                 | テレビ東京 | 時間  |
| ----- | ------------------------------------------ | ------------- | ----------------------------------------------------------------------------- | ---------- | -------------------------------------------- | --------- | --------------------------------- | ---------- | ---------------------------------------------------- | ---------- | ---------------------------------------------------------- | ---------- | ----- |
| 18:00 | イブニングネットワーク                     | 06.6%         | NNNニュースプラス1                                                            | 09.9%      | JNNニュースの森                              | 07.4%     | FNNスーパータイム                 | 14.0%      | ステーションEYE                                      | 06.7%      | スーパーマリオスタジアム                                   | 06.3%      | 18:00 |
| 18:30 | イブニングネットワーク首都圏               | 12.6%         | NNNニュースプラス1                                                            | 09.9%      | JNNニュースの森                              | 07.4%     | FNNスーパータイム                 | 14.0%      | ステーションEYE                                      | 06.7%      | 楽しいウイロータウン                                       | 08.7%      | 18:30 |
| 19:00 | NHKニュース7                               | 13.7%         | 追跡「こっそり教える食べ放題でウマい店」                                      | 14.0%      | ザッツ!上岡龍太郎vs50人 「女性自衛官」       | 15.7%     | クイズ!年の差なんて               | 12.0%      | クッキングパパ                                       | 08.3%      | ジャングルの王者ターちゃん                                 | 12.0%      | 19:00 |
| 19:30 | NHKニュース7                               | 13.7%         | 木曜スペシャル 「おまたせ'93秋の特選絶景グルメ・美人の湯 全国・各駅停車の旅」 | 14.7%      | ザッツ!上岡龍太郎vs50人 「女性自衛官」       | 15.7%     | クイズ!年の差なんて               | 12.0%      | 平成イヌ物語バウ                                     | 08.2%      | TVチャンピオン 「すし職人にぎりワザ選手権」                | 18.0%      | 19:30 |
| 20:00 | くらべてみれば「畳VSフローリング」         | 09.7%         | 木曜スペシャル 「おまたせ'93秋の特選絶景グルメ・美人の湯 全国・各駅停車の旅」 | 14.7%      | オレたちのオーレ! 「町から3億!今宵はサンバ」 | 05.7%     | ビートたけしのつくり方            | 13.4%      | 名奉行 遠山の金さん 「馬と下郎と大福餅」             | 15.2%      | TVチャンピオン 「すし職人にぎりワザ選手権」                | 18.0%      | 20:00 |
| 20:40 | ドラマ新銀河「親子は他人の始まり」         | 13.2%         | 木曜スペシャル 「おまたせ'93秋の特選絶景グルメ・美人の湯 全国・各駅停車の旅」 | 14.7%      | オレたちのオーレ! 「町から3億!今宵はサンバ」 | 05.7%     | ビートたけしのつくり方            | 13.4%      | 名奉行 遠山の金さん 「馬と下郎と大福餅」             | 15.2%      | TVチャンピオン 「すし職人にぎりワザ選手権」                | 18.0%      | 20:40 |
| 21:00 | NHKニュース9                               | 12.1%         | 板東英二のズバリ!直球勝負                                                     | 06.9%      | 橋田壽賀子ドラマ 渡る世間は鬼ばかり          | 23.5%     | とんねるずの みなさんのおかげです | 17.1%      | 女検事の捜査ファイル 「連続レイプ魔!美人姉妹の復讐」 | 14.1%      | ガンバレ日本!!W杯初出場へ 世紀の決戦まもなくキックオフ     | 11.0%      | 21:00 |
| 21:30 | クローズアップ現代                         | 09.0%         | 板東英二のズバリ!直球勝負                                                     | 06.9%      | 橋田壽賀子ドラマ 渡る世間は鬼ばかり          | 23.5%     | とんねるずの みなさんのおかげです | 17.1%      | 女検事の捜査ファイル 「連続レイプ魔!美人姉妹の復讐」 | 14.1%      | ガンバレ日本!!W杯初出場へ 世紀の決戦まもなくキックオフ     | 11.0%      | 21:30 |
| 22:00 | プライム10「篠田正浩のオーケストラ見聞録」 | 02.7%         | ダウンタウンDX                                                                | 04.5%      | TVジェネレーション                           | 07.7%     | 都合のいい女 「傷跡」             | 12.8%      | ニュースステーション                                 | 08.7%      | 1994 FIFAワールドカップ アジア地区最終予選 「日本×イラク」 | 48.1%      | 22:00 |
| 22:45 | スポーツタイム                             | 03.4%         | ダウンタウンDX                                                                | 04.5%      | TVジェネレーション                           | 07.7%     | 都合のいい女 「傷跡」             | 12.8%      | ニュースステーション                                 | 08.7%      | 1994 FIFAワールドカップ アジア地区最終予選 「日本×イラク」 | 48.1%      | 22:45 |
| 23:00 | スポーツタイム                             | 03.4%         | NNNきょうの出来事                                                             | 02.4%      | 筑紫哲也 NEWS23                              | 02.6%     | FNN NEWSCOM                       | 03.8%      | ニュースステーション                                 | 08.7%      | 1994 FIFAワールドカップ アジア地区最終予選 「日本×イラク」 | 48.1%      | 23:00 |
| 23:25 | スポーツタイム                             | 03.4%         | NNNきょうの出来事                                                             | 02.4%      | 筑紫哲也 NEWS23                              | 02.6%     | FNN NEWSCOM                       | 03.8%      | KISS×KISS                                            | 03.2%      | 1994 FIFAワールドカップ アジア地区最終予選 「日本×イラク」 | 48.1%      | 23:25 |
| 23:30 | NHKニュース                                |               | NNNきょうの出来事                                                             | 02.4%      | 筑紫哲也 NEWS23                              | 02.6%     | プロ野球ニュース                  | 03.8%      | KISS×KISS                                            | 03.2%      | 1994 FIFAワールドカップ アジア地区最終予選 「日本×イラク」 | 48.1%      | 23:30 |
| 23:40 | 視点・論点                                 |               | NNNきょうの出来事                                                             | 02.4%      | 筑紫哲也 NEWS23                              | 02.6%     | プロ野球ニュース                  | 03.8%      | KISS×KISS                                            | 03.2%      | 1994 FIFAワールドカップ アジア地区最終予選 「日本×イラク」 | 48.1%      | 23:40 |
| 23:50 | ナイトジャーナル「金の大びょうぶでアート」 | 01.0%         | NNNきょうの出来事                                                             | 02.4%      | 筑紫哲也 NEWS23                              | 02.6%     | プロ野球ニュース                  | 03.8%      | KISS×KISS                                            | 03.2%      | 1994 FIFAワールドカップ アジア地区最終予選 「日本×イラク」 | 48.1%      | 23:50 |
| 23:55 | ナイトジャーナル「金の大びょうぶでアート」 | 01.0%         | EXテレビ                                                                      | 02.2%      | 筑紫哲也 NEWS23                              | 02.6%     | プロ野球ニュース                  | 03.8%      | トゥナイト                                           | 07.8%      | 1994 FIFAワールドカップ アジア地区最終予選 「日本×イラク」 | 48.1%      | 23:55 |
| 00:15 | ナイトジャーナル「金の大びょうぶでアート」 | 01.0%         | EXテレビ                                                                      | 02.2%      | 筑紫哲也 NEWS23                              | 02.6%     | プロ野球ニュース                  | 03.8%      | トゥナイト                                           | 07.8%      | ワールドビジネスサテライト                                 | 07.3%      | 00:15 |

『1994 FIFAワールドカップアジア地区最終予選 日本×イラク』地区別番組平均視聴率
| 地区     | 放送局       | 視聴率 |
| -------- | ------------ | ------ |
| 関東     | テレビ東京   | 48.1%  |
| 関西     | テレビ大阪   | 32.6%  |
| 名古屋   | テレビ愛知   | 34.8%  |
| 北部九州 | TVQ TXN九州  | 37.9%  |
| 札幌     | テレビ北海道 | 38.3%  |
参考文献
- 『テレビ東京30年史』テレビ東京、1994年4月12日、138 - 140頁。
- 日本民間放送連盟 編『日本民間放送年鑑'94』コーケン出版、1994年11月18日、92頁。

#### 選挙特番
国政選挙が行われるたびに選挙特別番組においても激しい視聴率争いが繰り広げられている。公共放送であるNHKに対抗すべく、民放では番組の演出に趣向を凝らすようになり、特に1970年代のフジテレビでは、選挙特番を放送するために休止する『唄子・啓助のおもろい夫婦』や『パンチDEデート』（関西テレビ制作）の内容を流用、司会も京唄子・鳳啓助や桂三枝（現：六代目文枝）・西川きよしといった流用番組の司会者が務めた。
1980年代に日本テレビで放送された『久米宏のTV選挙スクランブル』では落選した候補者には、「葬送行進曲」を流し、候補者の顔写真が落ちていくという演出を行った。1989年の第15回参議院議員通常選挙以降、民放各局では視聴率獲得のため、スポーツ中継と開票速報を同時に行う番組編成を行ったり、多くのタレントや芸能人がコメンテーターとして出演させたりした。また、NHKをはじめ各局が出口調査などを元に独自の事前分析で他局より1秒でも早く選挙区の当落を判明させて放送するようになった。一方で、当落の誤報を起こすようになり番組内で謝罪したケースも存在した。
2010年、テレビ東京が池上彰を司会に据えた『池上彰の選挙スペシャル』をスタートさせたところ、わかりやすい解説や公明党の幹部や候補者に創価学会との関係について質問する姿勢、また当選した候補者や有名候補者への鋭い切り口が視聴者の好評を獲て、2010年以降4回連続で民放1位の視聴率を記録、2013年の特番では初の2桁視聴率も獲得している。

### アメリカ合衆国

#### マンデー・ナイト・ウォー
1990年代後半のアメリカ合衆国では、米国を二分するプロレス団体のWWF（現・WWE）とWCW（解散し現存しない）が、月曜夜の同じ時間帯にプロレス中継（WWFの『MONDAY NIGHT RAW』、WCWの『MONDAY NITRO』）を放送しており、熾烈な視聴率争いが発生していた。
この視聴率争いは凄まじく、ライバル団体の放送を見て何の前触れもなしに対戦カードを変更する、視聴率で押されそうになると現地スタッフがレスラーに乱入を指令するなど、常軌を逸した演出も日常茶飯事であった。
当初はWCWが人気レスラーを起用しnWoブームを生むなど優勢であったが、WWFが選手や社長一家の抗争を前面に出すアティテュード路線に変更することで巻き返し、ついにはWCWを解散に追い込んだ。

## Twitter TV エコー
ビデオリサーチは番組価値を測る新たな指標として、「Twitter TV エコー」というサービスを開始した。Twitterにおける「インプレッションユーザー数」「インプレッション数」「1分あたりのツイート投稿数」「ツイート投稿ユーザー数」の4つを基本指標としている。インプレッション（ツイートの拡散）が多いのはバラエティ、ドラマなどで、少ないのはスポーツ番組、報道番組などで、高齢層より若年層で視聴率とツイートは高い相関関係、投稿よりもインプレッション（表示）において視聴率とツイートは高い相関関係にある。

## 視聴率を題材にしたフィクション
- 小説
  - 松本清張『渦』（1976年 - 1977年、日本経済新聞）[注釈 54]
- 映画
  - ネットワーク（1976年、アメリカ映画）
  - 15ミニッツ（2001年、アメリカ映画）
- ドラマ
  - 美女か野獣（2003年、フジテレビ系列）
- ゲーム
  - スペースチャンネル5（1999年、セガ）
  - 笑う犬の冒険GB SILLY GO LUCKY!（2001年、カプコン）
  - ドリームミックスTV ワールドファイターズ（2003年、ハドソン）

## 関連書籍
いずれも日本における視聴率に関するもの。
- 「ビデオリサーチ」編 『視聴率の正体』 星雲社、1983年。ISBN 4795252084
- 藤平芳紀 『視聴率の謎にせまる―デジタル放送時代を迎えて テレビ社会と私たちの暮らしの関わりを探る格好のテレビ論』 ニュートンプレス、1999年。ISBN 4315515329
- 引田惣弥 『全記録 テレビ視聴率50年戦争-そのとき一億人が感動した』 講談社、2004年。ISBN 4062122227
- 藤平芳紀 『視聴率の正しい使い方』 朝日新聞社、2007年。ISBN 9784022731425
- 岩本太郎 「視聴率の歴史と『これから』」 『GALAC』2004年3月号。
  - NPO法人放送批評懇談会50周年記念出版 『放送批評の50年』学文社、2013年、761-767頁。ISBN 978-4-7620-2380-4